# アラスカ州
座標: 北緯64度 西経150度 / 北緯64度 西経150度

アラスカ州
State of Alaska

州の愛称: 最後のフロンティア
The Last Frontier州のモットー: 北から未来へ
North to the future

アラスカ州（アラスカしゅう、英: State of Alaska、[əˈlæskə] ( 音声ファイル)）は、アメリカ合衆国最北端にある州。アリューシャン列島を含む。北アメリカ大陸北西の端にあり、合衆国本土とはカナダを挟んで飛地になっている。アラスカでは、合衆国本土を"lower 48"（直訳：南方の48州。アメリカ50州からアラスカ州とハワイ州を除いたもの）と呼ぶことがある。
アメリカ合衆国50州の中で最大の面積（約1,723,000 km²）を有し、東はカナダ、北は北極海、西と南は太平洋と接し、西のベーリング海を隔ててロシアとも海上の国境がある。2020年国勢調査による人口は733,391人、その約半分はアンカレッジ都市圏に居住している。州都はジュノー市で、最大都市はアンカレッジ市である。アンカレッジは東西冷戦時代、アジアとアメリカ合衆国およびヨーロッパを結ぶ航空路線の寄港地として知られた。人口密度は全米50州中最低である。
アラスカは1867年3月30日にロシア帝国からアメリカ合衆国が買収した。その後幾つかの管理形態の変遷を経て、1912年5月11日にアラスカ準州、1959年1月3日にアラスカ州となった。

## 州名の由来
「アラスカ」の名は、ロシア植民地時代に既に使われていたが、アラスカ半島のみを指していた。アレウト族の言葉で「半島」を意味する "Alakshak"（アラクシャク）、あるいは「本土」、より語義的には「海の動きが向けられている対象」を意味する "alaxsxaq" から取られた。アレウト語の同じ語源から派生した「認められた土地」を意味する "Alyeska" という説も知られる。

## 歴史
最終氷期では海面は低下し、ベーリング海峡にはベーリンジアという平原が広がっていた。ユーラシア大陸を東進してきた人類は、まずインディアンが次いでエスキモーが回廊を通り、アラスカに到達した。
有史以前、アラスカはエスキモーとインディアンの土地であった。エスキモーは北極海沿岸を中心に海洋動物の狩猟が中心の生活、インディアンは内陸部にてヘラジカ（ムース）やカリブーなどの狩猟が中心の生活をそれぞれ一万年以上続けてきたとみられている。

### 近代
近代に入ると、北部ユーラシア大陸を東進してきたロシア帝国がアラスカに到達した。1648年、ロシアの探検家セミョン・デジニョフ（Semyon Dezhnev）がベーリング海峡上の島、ダイオミード諸島に到着した最初のヨーロッパ人である。しかしデジニョフの航海は18世紀まで忘れられており、1728年8月16日にヴィトゥス・ベーリングが再発見・命名したとされる。再発見した8月16日はロシア正教会がタルソスの聖ディオメデスを祝う日であり、これにちなみ現在の名となった。またロシアの測地学者ミハイル・グヴォーズデフ（Mikhail Gvozdev）がダイオミード島の位置を地図に記した（別名のグヴォーズデフ諸島の名はこれにちなむ）。

### ロシア時代
1799年に露米会社が勅許を受けたことによりロシア領アメリカが成立。1804年、シトカの戦い。19世紀前半にロシアは植民を行い、露米会社がアザラシなど海洋動物の毛皮を採集していたが、運送費がかさむこと、乱獲による海洋動物の激減により毛皮事業がなりたたなくなっていた。
| 家庭で話される言語（アラスカ州） 2010 | 家庭で話される言語（アラスカ州） 2010 | 家庭で話される言語（アラスカ州） 2010 | 家庭で話される言語（アラスカ州） 2010 | 家庭で話される言語（アラスカ州） 2010 |
| ------------------------------------- | ------------------------------------- | ------------------------------------- | ------------------------------------- | ------------------------------------- |
|                                       |                                       |                                       |                                       |                                       |
| 英語                                  | 英語                                  |                                       | 83.9%                                 | 83.9%                                 |
| エスキモー・アレウト語族              | エスキモー・アレウト語族              |                                       | 4.61%                                 | 4.61%                                 |
| スペイン語                            | スペイン語                            |                                       | 3.49%                                 | 3.49%                                 |
| タガログ語                            | タガログ語                            |                                       | 2.39%                                 | 2.39%                                 |

なお、アラスカはかつてロシア領だったために正教徒の割合が他州に比べて高く、現地語のうちの幾つかがロシア人宣教師によってはじめて文字化された。

### アメリカ時代
| 人種構成（アラスカ州） 2010  | 人種構成（アラスカ州） 2010  | 人種構成（アラスカ州） 2010 | 人種構成（アラスカ州） 2010 | 人種構成（アラスカ州） 2010 |
| ---------------------------- | ---------------------------- | --------------------------- | --------------------------- | --------------------------- |
|                              |                              |                             |                             |                             |
| 白人                         | 白人                         |                             | 64.1%                       | 64.1%                       |
| インディアン・アラスカ先住民 | インディアン・アラスカ先住民 |                             | 14.8%                       | 14.8%                       |
| ヒスパニック                 | ヒスパニック                 |                             | 5.5%                        | 5.5%                        |
| アジア系                     | アジア系                     |                             | 5.4%                        | 5.4%                        |
| 黒人                         | 黒人                         |                             | 3.3%                        | 3.3%                        |
| 先住ハワイ人・太平洋諸島系   | 先住ハワイ人・太平洋諸島系   |                             | 1.0%                        | 1.0%                        |
| 混血                         | 混血                         |                             | 7.3%                        | 7.3%                        |

#### アラスカ県
クリミア戦争後の財政難などの理由による資金調達のため、1867年にクリミア戦争の中立国であったアメリカ合衆国に720万ドル（1km2あたり5ドル）で売却された（アラスカ購入）。この交渉をまとめたのは国務長官であったウィリアム・H・スワードである。このことは当時のアメリカ国民から「スワードの愚行」「巨大な冷蔵庫を買った男」などと非難されたが、その後豊富な資源が見つかったり、アラスカが（主に旧ソ連に対する）国防上重要な役割を果たすことが分かり、現在では高く評価されている。

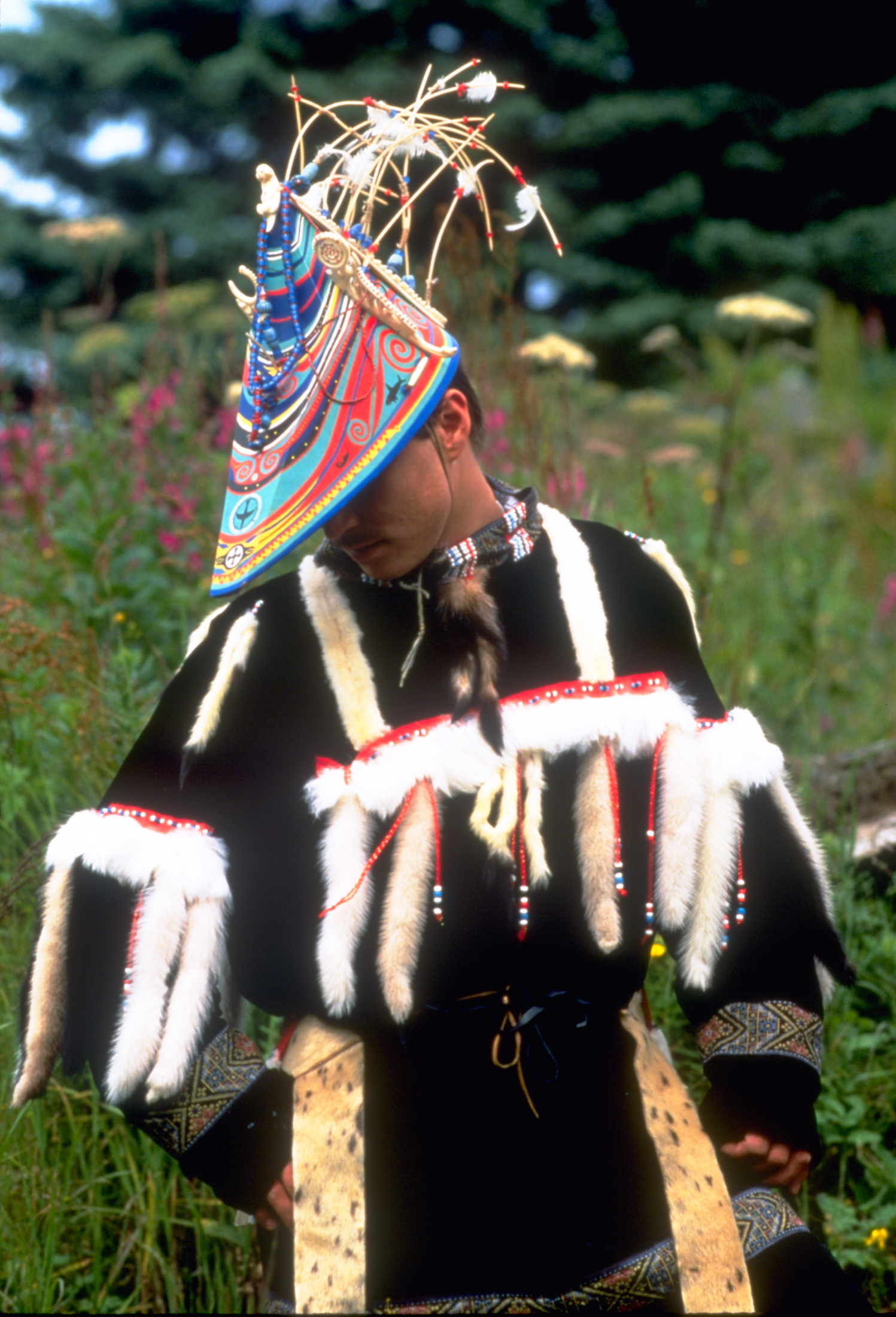
伝統的な祭の晴れ着で踊るアルティイク族

#### アラスカ地区
1896年カナダのユーコン準州で金が発見された。
その後、アラスカのノームやジュノー、フェアバンクスでも金鉱が発見され、アラスカのゴールドラッシュが始まり、何万人もの金探鉱者がアラスカとカナダのユーコン準州に集まった。フェアバンクスなどはこの時代に町としての形をなした。フランク安田の生涯を描いた『アラスカ物語』はこの時代を舞台としている。

#### アラスカ準州
1941年からアメリカも参戦した第二次世界大戦中には、州内の島嶼部が日本軍に占領されたほか、ダッチハーバーにあるアメリカ海軍の基地が日本海軍機の空襲を受けた。

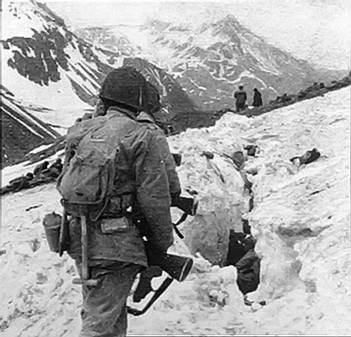
アッツ島の戦いで雪や氷と戦うアメリカ軍兵士、1943年5月

#### アラスカ州
1959年、アメリカの49番目の州に昇格した。1950年代の東西冷戦の時代には、アラスカを水爆実験場にしようという計画が持ち上がったが、自然保護運動の高まりの中、中止に至った。
1968年アラスカの北部のプルドーベイで、ARCO（1977年にアナコンダ・コパーを吸収合併）が油田を発見した。推定埋蔵量は96億バレルだった。1974年-1977年に、プルドーベイ油田からバルディーズ市まで1,280kmのトランス・アラスカ・パイプラインが建設された。1976年「連邦土地政策および管理法」にとって代られるはずだったホームステッド法は、開発途上のアラスカ州にかぎり1986年まで例外的に適用された。

## 地理
アラスカ州はアメリカ合衆国の他の全ての州の海岸線を合わせたよりも長い海岸線を持っている。北アメリカにある州として唯一本国とは飛び地になっており、ワシントン州との間には約500マイル (800km) にわたってカナダのブリティッシュコロンビア州がある。アラスカ州は"lower 48"と呼ばれるアメリカ合衆国本土（主要部分）の一部ではない。専門的には合衆国大陸部（continental U.S.）の一部とされるが、日常的にはそう見なされないことが多い。州都ジュノーは北米大陸にあるが、道路で北アメリカハイウェイシステムの他の部分とは繋がれていない。
アラスカ州は東をカナダのユーコン準州とブリティッシュコロンビア州と接し、南はアラスカ湾と太平洋、西はベーリング海、ベーリング海峡およびチュクチ海、北は北極海に面している。アラスカ州の領海はベーリング海峡でロシアの領海と接しており、ロシア領ラトマノフ島(ビッグダイオミード島)とアラスカ領リトルダイオミード島とは僅か3マイル (5 km) しか離れていない。アリューシャン列島が東半球まで伸びているので、アメリカ合衆国の最北の州であると同時に西端の、および（東経の数字上は）東端の州でもある。

アメリカ合衆国本土の上に置いてみたアラスカ州の大きさ

アラスカ州の陸地面積は1,481,346km2あり、全米50州の中では最大で、アメリカ合衆国の領土の約1/7を占め、第2位のテキサス州と比べてもその2倍以上、最小のロードアイランド州と比べると約547倍ある。世界の主権国家と比べても第19位に相当する大きさであり、日本の国土の約4倍、北欧5か国（ノルウェー、スウェーデン、フィンランド、デンマーク本国、アイスランド）にバルト三国（リトアニア、ラトビア、エストニア）を合わせた面積にほぼ相当する。領海までを含むと、面積順位上位のテキサス州、カリフォルニア州、モンタナ州の3つを合わせたよりも大きく、順位下位の22州を合わせたよりも大きい。一方、州土のほとんどが寒冷地で、山地も多いため、人口は極めて希薄で、人口密度は全米50州中最も小さく、唯一1km2あたり1人を切る（後述）。

### 地域
アラスカ州の地域を分ける公式の境界は無いが、一般には6つの地域が認められている。

#### 南中部
アンカレッジ市、マタヌスカ・サスティナ・バレーおよびキナイ半島があり、州内でも最も人口の多い地域である。アラスカ山脈の南およびランゲル山脈の西にあるほとんど無人の地方、さらにはプリンスウィリアム湾地域やコルドバとバルディーズの町もこの中に含まれている。

#### 南東部
アラスカ・パンハンドル（「取っ手」の意、突出部）とも呼ばれ、アメリカ合衆国本土に最も近いので、アラスカ買収後最初に開拓が始まった地域である。州都ジュノー、旧都シトカおよびケチカンの町が入っている。これら都市の道路は極めて地域に限られており、その郊外にある集落を含めて互いを繋ぐ道路は無い。アレキサンダー諸島地域に入り、またアメリカ合衆国最大の国有林であるトンガス国立の森が入っている。

#### 内陸部

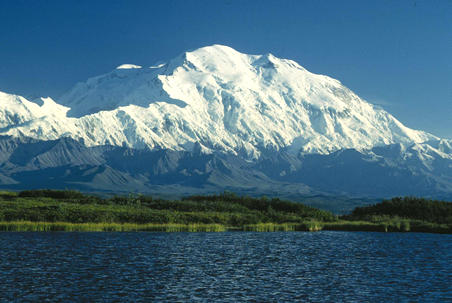
デナリ（マッキンリー山）はアラスカ州のみならず、北アメリカの最高峰である

内陸部は州内最大の地域だが、その大半は無人の原生地である。そこそこの大きさの町はフェアバンクスくらいである。全体に道路や河川に沿って小さな町と先住民の集落が散らばっている。デナリ国立公園と保護地があり、北アメリカの最高峰であるデナリ（マッキンリー山）がある。

#### 南西部

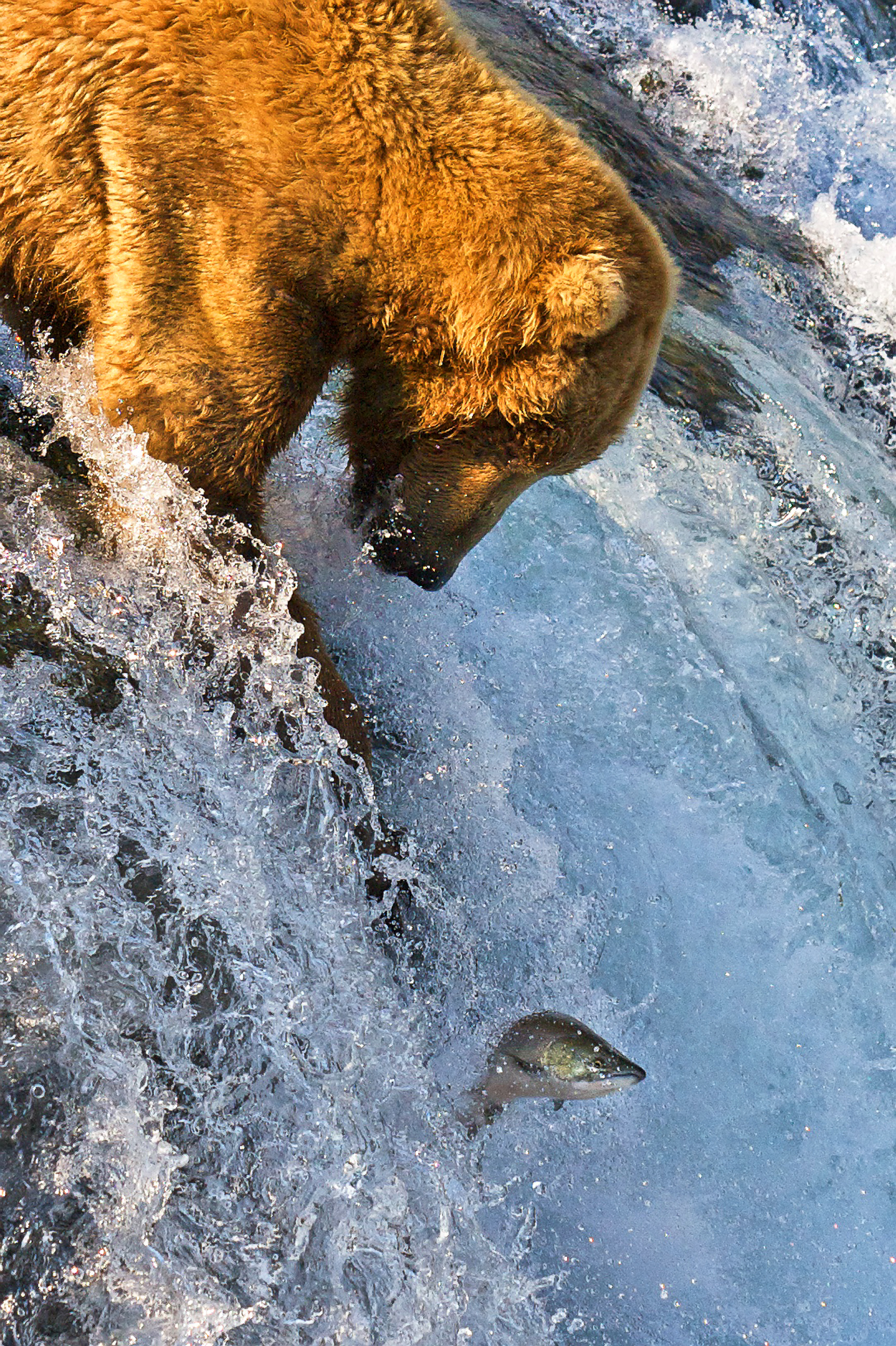
ブルックス滝でサケを狩るハイイログマ

南西部はベーリング海沿岸から500マイル (800 km) ほど内陸までの人口希薄な地域である。人口の大半は海岸部に住んでいる。コディアック島も地域に入っている。世界でも最大級の河川デルタであるユーコン・コスコクウィム・デルタがある。アラスカ半島の一部も南西部の一部と見なされ、残りは下記アリューシャン列島に含まれる。

#### ノーススロープ
最北のノーススロープは大半がツンドラ地帯であり、小さな集落が散開している。原油の巨大埋蔵量でも知られ、アラスカ国家石油保留地とプルードー湾油田がある。アメリカ合衆国最北の都市ウトキアグヴィク（旧名・バロー）がある。コッツェブーを郡庁所在地とし、コブク川を含むノースウエストアークティック郡もこの地域内にあると見なされることが多い。しかし、ノーススロープやノースウエストアークティックのイヌピアットは自分達のことをそれに属するとは考えていない。

#### アリューシャン列島
アリューシャン列島は300以上の小さな火山島が連なり、全長1,200マイル (1,900 km) にわたって太平洋上に並んでいる。
西経169度30分を境として、西側はハワイ・アリューシャン標準時(UTC-10)、東側はアラスカ標準時(UTC-9)を採用している。180度経線が列島を横切っているが、列島の全域にわたってアメリカ本土と同じ日付を採用しているため、国際日付変更線はアリューシャン列島の西側の米露国境上を通っている。
第二次世界大戦時にアッツ島とキスカ島の2島が日本軍に占領された。

### 自然の諸相

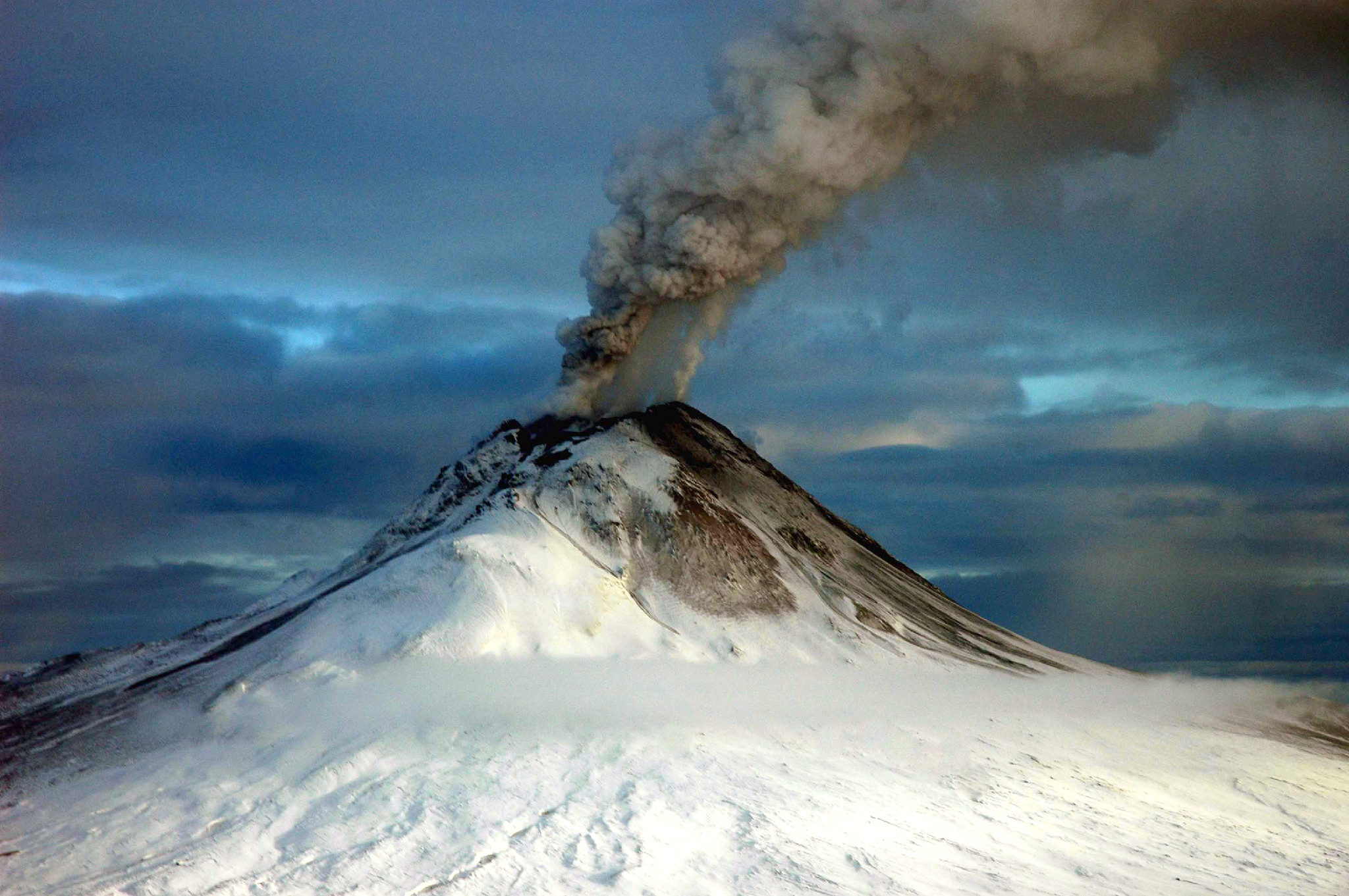
オーガスティン火山、2006年1月12日に噴火した

アラスカ州はその無数にある島を含めて全長34,000マイル (54,400 km) 近い海岸線がある。南端から西にはアリューシャン列島が延びている。アリューシャン列島や海岸地域には多くの活火山が見られる。例えばユニマク島にはシシャルディン山があり、北太平洋上に10,000フィート (3,000 m) 以上も噴煙を上げることがある。地球上で最も円錐状に近い火山であり、日本の富士山よりも対称性が高い。この火山の連なりは本土のアンカレッジ市の西、スパー山まで続いている。地質学者はアラスカをランゲリアの一部としている。ランゲリアは活発に大陸形成が行われている太平洋岸北西部にあって、アメリカ合衆国とカナダの多くの州を含むものである。
アンカレッジ市の直ぐ南にあるターナゲイン・アームでは世界最大の潮汐が起こる。干満の潮位差は35フィート (10.7 m) にも達する（カナダにはもっと大きな潮位差が出る地域があるとする文献もある）。
州内には300万以上の湖がある。北部、西部および南西部の平原では湿原や永久凍土層が188,320平方マイル (488,000 km2) にもなる。氷河は陸地16,000平方マイル (41,000 km2)、海岸部1,200平方マイル (3,100 km2) を覆っている。ユーコン準州との南東部国境近くにあるベーリング氷河は単独で2,250平方マイル (5,800 km2) の大きさがある。氷河の総面積は10万平方マイル (260,100 km2) 以上有り、世界の氷河の半分に相当している。

#### 国立公園、保護区
北アメリカ大陸最高峰のデナリ（マッキンリー山）がある。周囲は広大なデナリ国立公園が広がっている。他の国立公園は、グレイシャーベイ国立公園などがある。
また、自然保護区としてラッセルフィヨルド、文化遺産保護区としてアラスカ最南端にミスティフィヨルドがある。
ボーフォート海に面するアラスカ国家石油保留地は未開発の状態が保たれている。

### 土地の所有形態

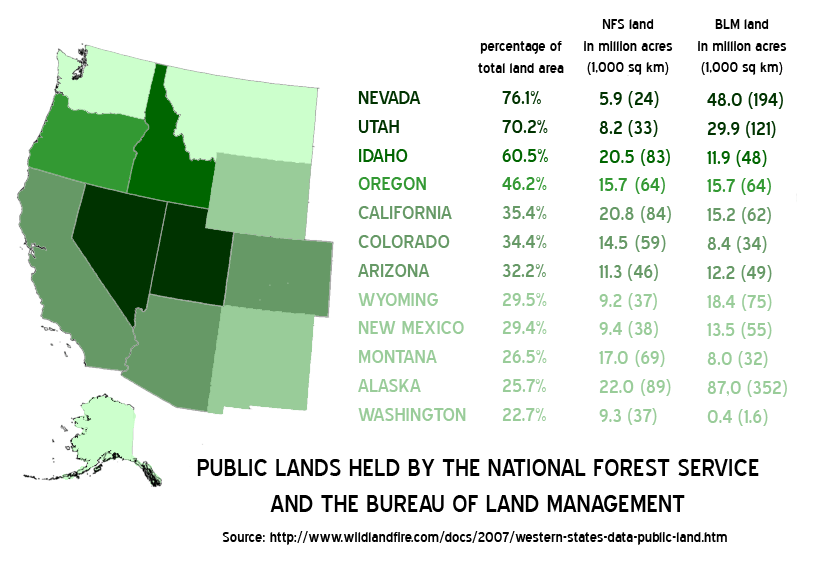
アラスカ州には国内最大の国有地がある

アメリカ合衆国土地管理局の1998年10月付け報告書に拠れば、州内の土地の65%は連邦政府が国有地として保有・管理している。これには多くの国有林、国立公園、国立野生生物保護区などが含まれている。この中で土地管理局は8,700万エーカー (348,000 km2) すなわち州面積の23.8%を管理している。北極野生生物国家保護区はアメリカ合衆国魚類野生生物局が管理している。広さ1,600万エーカー (64,000 km2) に及ぶ世界最大の野生生物保護区である。
残りの土地では、アラスカ州が10,100万エーカー (404,000 km2) を所有している。これは州構成法の下にある権限である。その一部は新しく設立される郡に関する州法の規定により法人化郡に分譲される。小さな土地は田園の小区分などホームステッドに関連する機会に取って置かれるが、これらは遠隔であったり道が無かったりして、あまり人気が無い。アラスカ大学は土地認可大学であり、独立で管理するかなりの広さの土地も所有している。
他に4,400万エーカー (176,000 km2) の土地はアラスカ州先住民居住法に従って創設された12の地域および数多い地方の先住民共同体が所有している。地域先住民共同体であるドヨン・リミテッドは広告などの通信分野ではアラスカ州最大の民間土地所有者としてそれ自体を宣伝している。アラスカ州先住民居住法の規定は1981年から共同体の所有する土地を公開市場で販売しても良いこととされていたが、それが実行に移されるまえに撤廃された。実質的にこの共同体は権利（個人には否定される特権など多くの場合に基本的な権利を含む）を保有しているが、土地を売ることはできない。しかし、先住民個別割り当て地は公開市場で販売でき、事実売られている。
様々な民間事業者が残りの土地を所有しており、州面積の約1%である。先住民の保有する土地を除けば、アラスカ州は他州と比べて遙かに民間の所有する土地の比率が小さい州である。

### 気候
ジュノーなど南東パンハンドル部の気候は、南部が西岸海洋性気候（ケッペンの気候区分Cfb）、北部が海洋性亜寒帯気候（ケッペンの気候区分Cfc）である。パンハンドル地域は冬に温暖な気温と年間を通じて降水があり、アラスカ州の中では最も雨が多く暖かい地方である。ジュノーでの年間平均降水量は50インチ (1,270 mm)、他の地方は275インチ (6,985 mm) 以上である。夏は中緯度高気圧、冬は亜寒帯低気圧が北太平洋海上に発達することから、夏・冬ともアラスカ暖流上を通過した湿潤な南西風が吹きつけるため、高緯度にもかかわらず年間を通じて降水量が非常に多い。州内では冬季でも日中の最高気温が氷点を超えるのはこの地域だけである。
アンカレッジ市など南中部は海岸に近いためにアラスカ人の標準からは温暖な方である。南東部よりも雨が少なく、雪が多く、晴天になることが多い。年間平均降水量はアンカレッジ市で16インチ (406 mm)、雪は75インチ (190 cm) であるが、南中部の他地域ではさらに降雪量が多い。夏は短期間で冷涼であり、亜寒帯太洋性気候（ケッペンの気候区分Cfc）である。

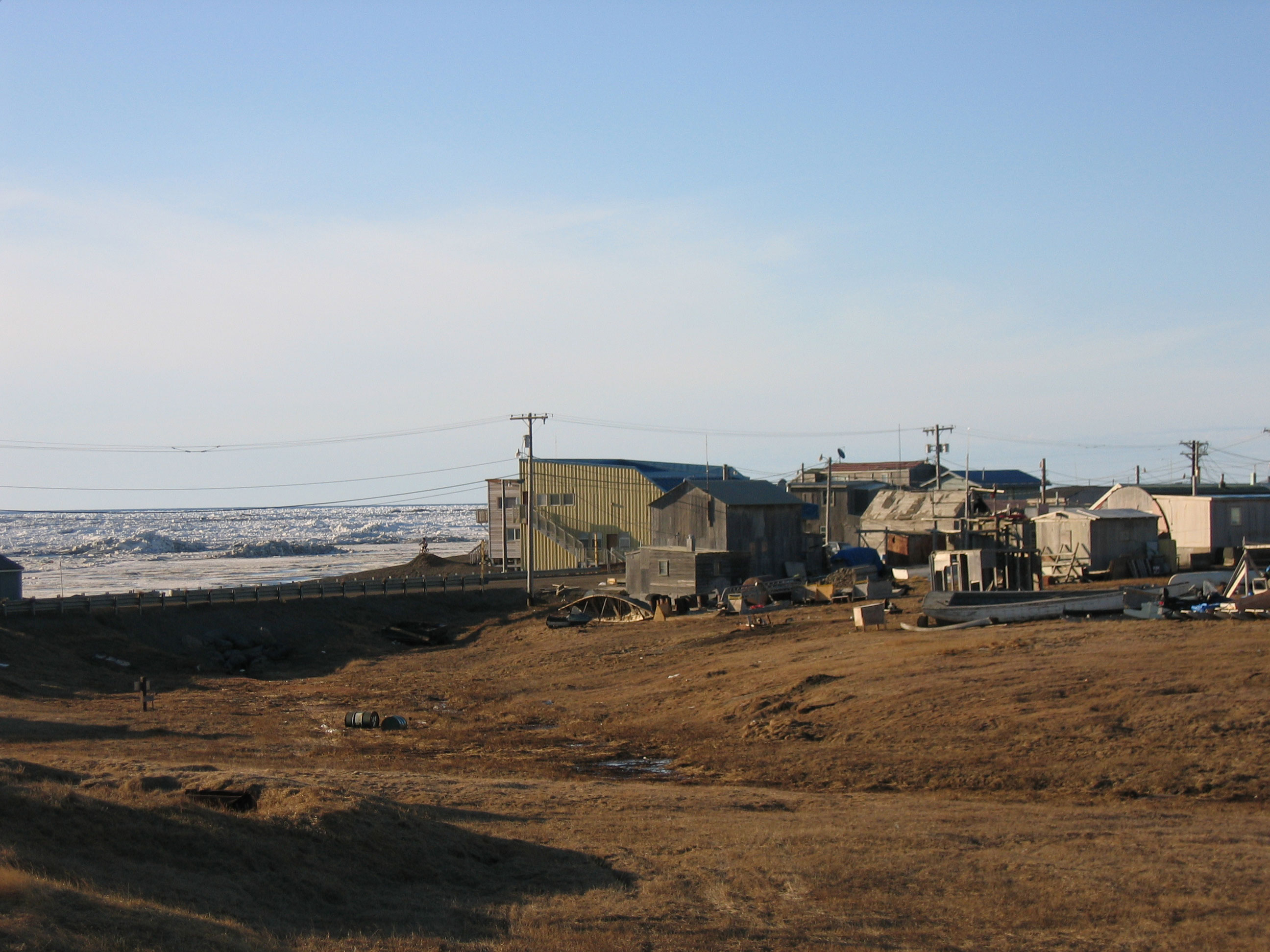
ウトキアグヴィク（旧名・バロー）は長年「トップ・オブ・ザ・ワールド」の愛称で知られ、アメリカ合衆国最北の都市である

州西部の気候はベーリング海とアラスカ湾の影響が強い。その南西部は海洋性亜寒帯気候であり、北部は大陸性亜寒帯気候である。気温は北の方にあるにしては幾らか温暖である。降水量は所によって大きな差がある。スワード半島北側からコブク川バレーに至る地域は事実上砂漠であり、年間平均降水量は10インチ (254 mm) に満たない。一方ディリングハムとベセルの間の地域では100インチ (2540 mm) を超える所もある。
内陸部の気候は亜寒帯気候（ケッペンの気候区分Dfc）である。州内で最高および最低気温はフェアバンクスの周辺で起こっている。夏の気温は90°F（30℃ 台前半から半ば）に達し、冬は−60°F(−51℃) 以下にまで下がる。降水は稀であり、年間10インチ (254 mm) に満たないことが多いが、冬の降水量は冬季を通じて凍り、流出しない傾向にある。
アラスカ州の過去最高および最低気温は内陸部で観測された。過去最高気温は1915年6月27日にフォートユーコン（北極圏の8マイル (13 km) 内側）で観測された 100°F(38℃) であり、ハワイ州と共にアメリカ合衆国の州における最高気温としては最も低いものである。過去最低気温は1971年1月23日にプロスペクトクリークで記録された −80°F(−62℃) であり、北アメリカで記録された過去最低気温（カナダのユーコン準州スナグ）より 1°F 高いだけである。
州最北部の気候は極地性気候（ケッペンの気候区分ET）であり、長くて大変寒い冬と、短くて涼しい夏がある。7月でもウトキアグヴィク（旧名・バロー）での平均最低気温は 34°F(1℃) である。降水量は少なく年間で10インチ (254 mm) に満たない場所が多い。年間を通じて根雪がある。

## 人口動態
2020年国勢調査時点でのアラスカ州の人口は733,391人で、2010年国勢調査時点より23,160人、すなわち3.26%増加した。
アラスカ州の人口重心はアンカレッジの東およそ64.37kmとなっている 。
2020年時点の人口では、アメリカ合衆国の州でワイオミング州とバーモント州に次いで少なく第48位で、都市と比べてもシアトル市1市とほぼ同程度である。アラスカ州の人口密度は全米50州中最小であり、その値は0.50人/km2と世界でも最も少ない方である。面積では国内最大の州であり、一人当たり収入では第6位になっている。2010年1月時点での失業率は8.5%である。

### 人種と先祖
アラスカ州民の人種構成は、
- 白人：66.7%（非ヒスパニック白人は64.7%）
- アメリカインディアンとアラスカ先住民：14.8%
- ヒスパニック：5.5%
- アジア系：5.4%
- アフリカ系：3.3%
- ハワイ先住民と太平洋諸島系：1.0%
- 混血：7.3%
- その他の人種1.6%

となっている。

### 言語
2005年から2007年のアメリカ地域社会調査に拠ると、州内で5歳以上の人口のうち84.7%が家庭で英語のみを話している。スペイン語は約3.5%、その他インド・ヨーロッパ語族言語2.2%、アジア系言語4.3%、その他の言語5.3%となっている。
州人口の5.2%は「先住民族語」と総称される22の言語の1つを話している。これらの言語はエスキモー・アレウト語族あるいはナ・デネ語族のどちらかに入っている。北アメリカのこれら2語族の故郷としてのアラスカは、大陸の交差点とも呼ばれ、ベーリング地峡を伝って北アメリカに渡ってきた証拠にもなっている。

### 宗教

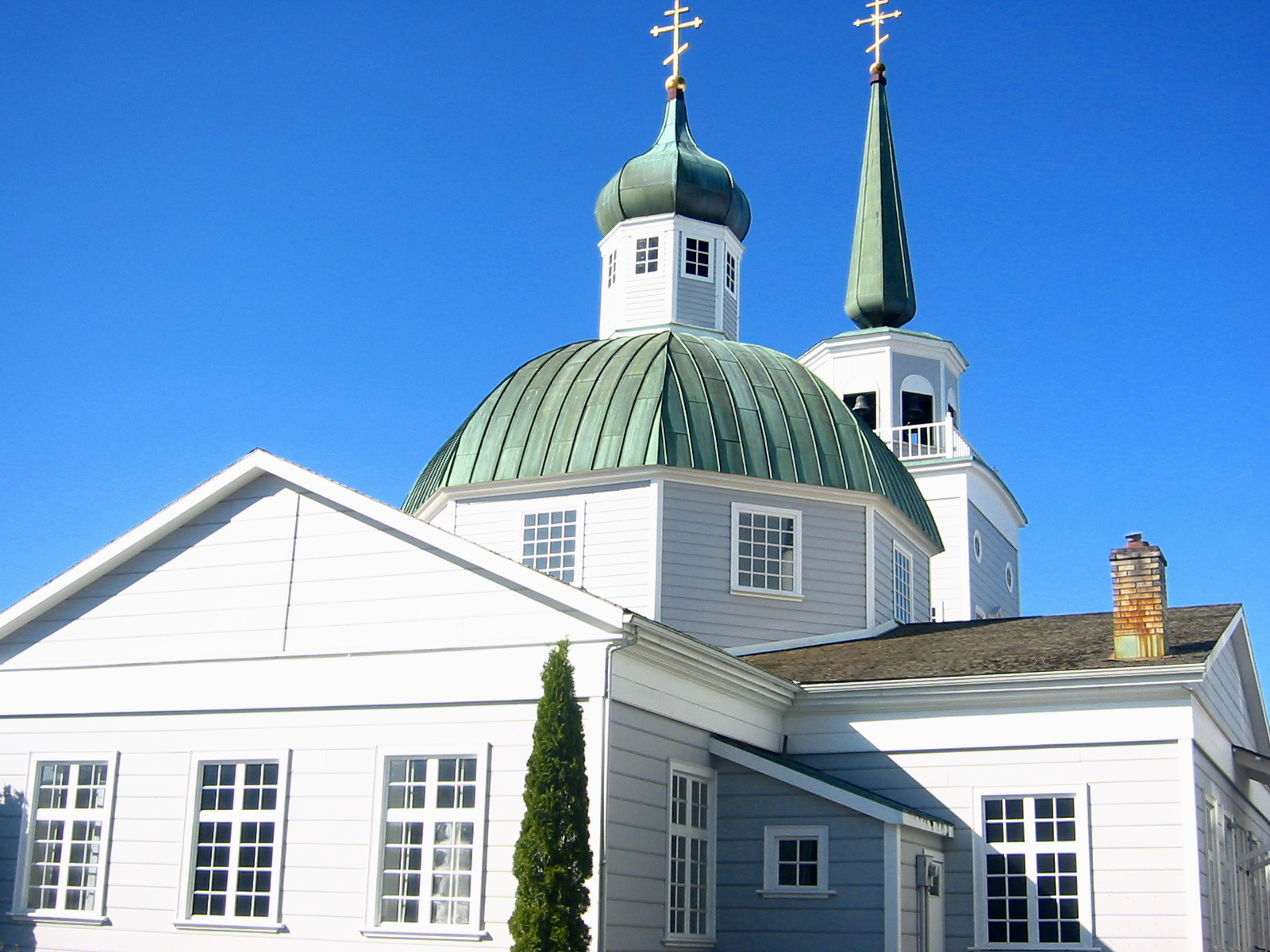
シトカにある天使首ミハイル大聖堂

アラスカ州は太平洋岸北西部のワシントン州やオレゴン州と共に最も宗教色の薄い州に分類されてきた。宗教データ保存所協会が集めた統計に拠れば、アラスカ州民の約39%は特定の宗派に属している。福音派教会員が78,070人、ローマ・カトリック教会員54,359人、プロテスタント・メインライン37,156人となっている。単独宗派としてはカトリックの次に来るのが末日聖徒イエス・キリスト教会（モルモン教）の30,169人、南部バプテスト教会22,959人となっている。ロシア正教会が初期植民地時代に先住民に伝道を行った結果として、正教徒も多く、49の教区、50,000人となっている。
1795年、コディアックに最初のロシア正教会が設立された。アラスカの先住民との結婚によってロシアからの移民は社会に融け込んでいった。その結果アラスカの中で次第に教会の数が増えていった。アラスカ州は他州と比べクエーカー教徒の比率も高い。2009年、州内には6,000人のユダヤ教徒がおり、過去にはアラスカ州の有力な政治家を輩出するなどアラスカ州のユダヤ人の歴史は長い歴史を持つ。イスラム教徒の数は2,000人から5,000人と推計されている。2010年にイスラム教徒がアラスカでは初のモスクを竣工させた。ヒンドゥー教徒は他のシク教徒やジャイナ教徒と同じ施設を使い祝祭も同時開催することが多い。

### エスキモー、インディアン、アレウト
この地に先住するエスキモー、インディアン、アレウトは、本土のインディアンと同じくアメリカ内務省の出先機関であるBIA（インディアン管理局）の管理下に置かれ、アメリカ連邦政府＝BIAが認定した部族のみが、連邦条約のもと、村落単位で保留地（Reservation）を領有している。
アラスカ・エスキモー（ユピク、イヌピアット）はイヌイットとは言語も違う別部族であり、「イヌイット」とは呼ばない。
もともと移動狩猟民であるアラスカ・エスキモーは、20世紀になって衣食住の援助や地下資源の所有権と引き換えに「保留地」を受け入れ、移動生活を破棄している。現在、アラスカのエスキモーは観光用以外犬ぞりは使っておらず、スノーモービルが主流となっている。
石油などの地下資源に関しては、開発容認派と伝統派の賛否両論で部族村落が二分しているところも多い。大雪原を分断するアメリカ本土の石油パイプライン建設計画も、自然環境と併せ彼らの生活への大きな影響が懸念されている。
1990年代、全米の産業・軍事用高濃度核廃棄物の埋め立て処分場として、アメリカ連邦政府は本土の（アメリカ連邦条約上、外国である）インディアン保留地のいくつかを候補地とし、各廃棄物受け入れの見返りとして2億5000万ドルの援助金を提示。これに対し、ニューメキシコ州のメスカレロ・アパッチ族部族会議が名乗りを上げたため、メスカレロ・アパッチ族部族員はこれに猛反発。部族会議は北米自由貿易協定をもとに、この高レベル核廃棄物をそのまま他部族の保留地へ丸投げする計画を表明した。これを受けてアラスカ州サスカチェワンの自治組織メードウ湖畔部族会議が受け入れ表明したため、周辺の部族が猛反発し、大論争となった。1994年にこの高濃度核廃棄物のアラスカへの「たらい回し」は正式に頓挫した。
現在6つの部族・団体が連邦認定を拒否され、アラスカ先住民としての権利を行使できずにおり、連邦による認定を要求中である。
2008年1月18日、約100人のアラスカ・インディアンが、アラスカ立法府が「インディアンの国（Indian country）」の認定可否について連邦裁判所と係争するために100万ドルを費やすことについて抗議デモを行った。彼らは太鼓を打ち鳴らし部族の歌を歌いながら平和と主権を叫び、フェアバンクスからコルドバまで行進した。アラスカ・インディアンの活動家チャールズ・エトック・エドワードセンは「主権は売り物や商品ではない。土着民の見出し付けなど制定できるものなのか」とコメントしている。
≪アメリカ連邦政府が公式認定しているアラスカ部族・村落≫
| - アフォグナク村落 - アクヒオク村落 - アキアチャク共同体 - アキアク共同体 - アクタン村落 - アラカヌク村落 - アラトナ村落 - アレクナギク村落 - アルガーシク村落 - アラカケット村落 - アンブラー村落 - アナクツブク村落 - アンドレアフスキ・ユピート族 - アングーン交流協会 - アニアク村落 - アンヴィク村落 - ヴェネティー北極村落 - アトカ村落 - アサ＝カーサーミウト族 - アトカスーク村落 - アトマウトルアク村落 - バロウ・イヌピアット伝統政府村落 - ビーバー村落 - ベルコフスキ村落 - ビル・ムーアの抜け殻村落 - 白樺クリーク村落 - ブレヴィグ・ミッション村落 - バックランド村落 - キャントウェル村落 - チャネガ村落 - チャククイトシク村落 - チェホマク村落 - チェバク村落 - チッカルーン村落 - チグニク村落 - チルカット・インディアン村落 - チルクート・インディアン協会 - チニク・エスキモー共同体 - チストチナ村落 - チチナ村落 - チャスバルク村落 - チュルーナウィク村落 - 先住共同体サークル - クラーク・ポイント村落 - 先住民の村落の会議 - クレイグ共同体協会 - クルーケド・クリーク村落 - カリュング部族会議 - ディーリング村落 - ディオメデ村落 - ドット湖畔村落 - ダグラス・インディアン協会 - 鷲の先住民村落 - エエク村落 - エゲギク村落 - エクルトナ村落 - エクク村落 - エクウォク村落 - エリム村落 - エムモナク村落 - エヴァンスヴィル村落 - エヤク村落 - ファルセ村落 - ユーコン砦村落 - ガコナ村落 - ガレナ村落 - ギャムベル村落 - ジョージタウン村落 - グッドニュース湾村落 - 組織化されたグレイリング村落 - グルカナ村落 - ハミルトン村落 - ハーリー湖畔村落 - 聖十字架村落 - フーナー・インディアン協会 - フーパー・ベイ村落 | - ヒューズ村落 - ハスリア村落 - ハイダバーグ組合協会 - イギウギグ村落 - イリアンナ村落 - 北極斜面のイヌピアット共同体 - イクルミウト伝統派会議 - イワノフ湾村落 - カグヤク村落 - 組織化されたカケ村落 - カクトヴィク村落 - カルスカグ村落 - カルタグ村落 - カナタク村落 - カールク村落 - 組織化されたカサアン村落 - カシグルク村落 - ケナイツェ族インディアン村落 - ケッチカン族・インディアン組合 - キアナ村落 - アグダアグス村落 - 先住キングアイランド協会 - キングサーモン族村落 - キプヌク村落 - キヴァリナ村落 - クラウォク組合協会 - クルチ＝カアア村落 - クニク族 - コブク村落 - コクハノク村落 - 新しいコリガネク村落部族会議 - コンギガナク村落 - コトリク村落 - コツェブエ村落 - コユク村落 - コユクク村落 - クゥエスルク村落 - クウィギリンゴク村落 - クウィンハガク村落 - ラーセン湾村落 - レヴェロック村落 - レスノイ村落 - リメ村落 - 下カルスカグ村落 - マンリー温泉村落 - マノコタク村落 - マーシャル村落 - メリーのイグルー村落 - マクグラス村落 - メコリュク村落 - メンタサ伝統派部族会議 - メトラカトラ族インディアン共同体 - ミント村落 - ナクネク村落 - ナンワレク村落 - ナパイミュート村落 - ナパキアク村落 - ナパスキアク村落 - ネルソン入江村落 - 先住ネナナ協会 - 新しいスチュヤホク村落 - ネウハレン村落 - ネウトク村落 - ナイトミュート村落 - ニコライ村落 - ニコルスキー村落 - ニニルチク村落 - ノアタク村落 - ノーム市エスキモー共同体 - ノンダルトン村落 - ノールヴィク共同体 - ノースウェイ村落 - ヌイクスト村落 - ヌラト村落 - ヌナピトチュク村落 - オホガミウト村落 | - 古い港の村落 - オルツァラーミウト村落 - オスカーヴィル伝統派村落 - オウジンキー村落 - パイミウト村落 - パウロフ湾村落 - ペドロ湾村落 - ペリーヴィル村落 - ピータースバーグ・インディアン協会 - パイロット・ポイント村落 - パイロット・ステーション伝統派村落 - ピトカのポイント村落 - プラチナ伝統派村落 - ポイント・ホープ村落 - ポイント・レイ村落 - グラハム港村落 - ハイデン港村落 - ライオンズ港村落 - 運河クリーク村落 - セントポール&セントジョージ島のプリビロフ島・アレウト族共同体 - オアガン＝トヤグンギン族サンド・ポイント村落 - 塁壁の村落 - 赤い悪魔の村落 - ルビーの村落 - サラマトフ村落 - 組織化されたサックスマン村落 - サボーンガ村落 - セントジョージ村落 - セントミッチェル村落 - セントポール村落 - スカンモン湾村落 - セラウィク村落 - セルドヴィア村落 - シャゲルク村落 - シャクトーリク村落 - シェルダンのポイント村落 - シシュマレフ村落 - シュングナク（シューナク）村落 - アラスカ・シトカ族 - スカグウェイ村落 - スレートミュート村落 - ソロモン村落 - 南ナクネク村落 - ステビンズ交流協会 - スティーブンス村落 - ストーニー川村落 - タコトナ村落 - タナクロス村落 - タナナ村落 - タチトレク村落 - タズリナ村落 - テリダ村落 - 語り部村落 - テトリン村落 - トリンギット族&ハイダ族中央インディアン会議 - トギアク村落 - トクスーク湾村落 - 先住ツルクサク共同体 - ツンツツリアク村落 - ツヌナク村落 - 二つの丘の村落 - チョネク村落 - ウガシク村落 - ウムクミウテ村落 - ウナラクリート村落 - ウナラスカ・クァワランギン族 - ウンガ村落 - ベネティー村落 - ベネティー族部族政府の村落 - ワインワイト村落 - ウェールズ村落 - 白い山の村落 - ヤクタット・トリンギット族・ランゲル組合 |

≪アメリカ連邦政府が公認していないアラスカ部族・団体≫
- チルクート族・カーグワーンターン氏族
- 領土なき5つのトリンギット族共同体
- カタラ＝チルカット・トリンギット族
- クヌガンク族
- キュテクカク族
- ツィムシアン族部族会議

#### 部族カジノ
インディアン賭博規制法に基づき、アラスカの先住部族が運営する部族カジノは現在のところ、以下の9つ。「プルタブ」という名称が多い。
≪アラスカ部族カジノと経営部族≫
| - クアガン・タヤグンギン族 - アガテ・プルタブス - アトカ族 - アトカ・イラ会議 - クラウォック族 - クラウォック・イラ・プルタブ・ショッペ | - メトラカトラ・インディアン共同体 - メトラカトラ・インディアン共同体ビンゴ場 - バロウ・イヌピアット伝統政府村落 - バロウ先住民プルタブ - 組織化されたカケ村落 - 組織化されたカケ村落ビンゴ場 | - シトカ族 - シトカ族ビンゴ場 - シューナク村落 - シューナク族ビンゴ場 - トリンギット族、ハイダ族 - CBJビンゴ場・トリンギット&ハイダ・インディアン |

## 主な都市及び町

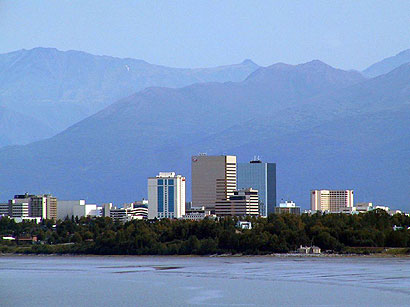
州内最大都市アンカレッジ

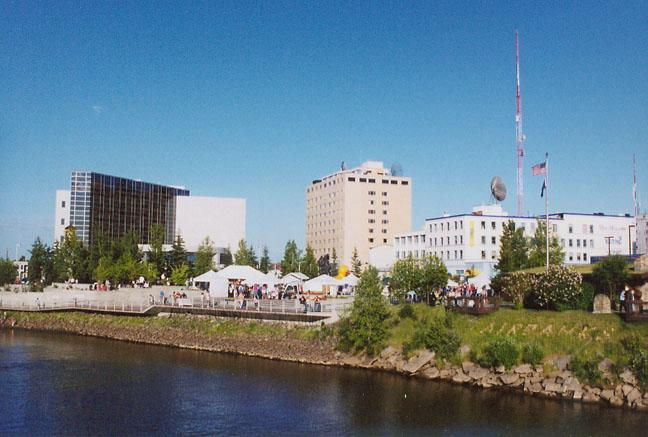
フェアバンクス

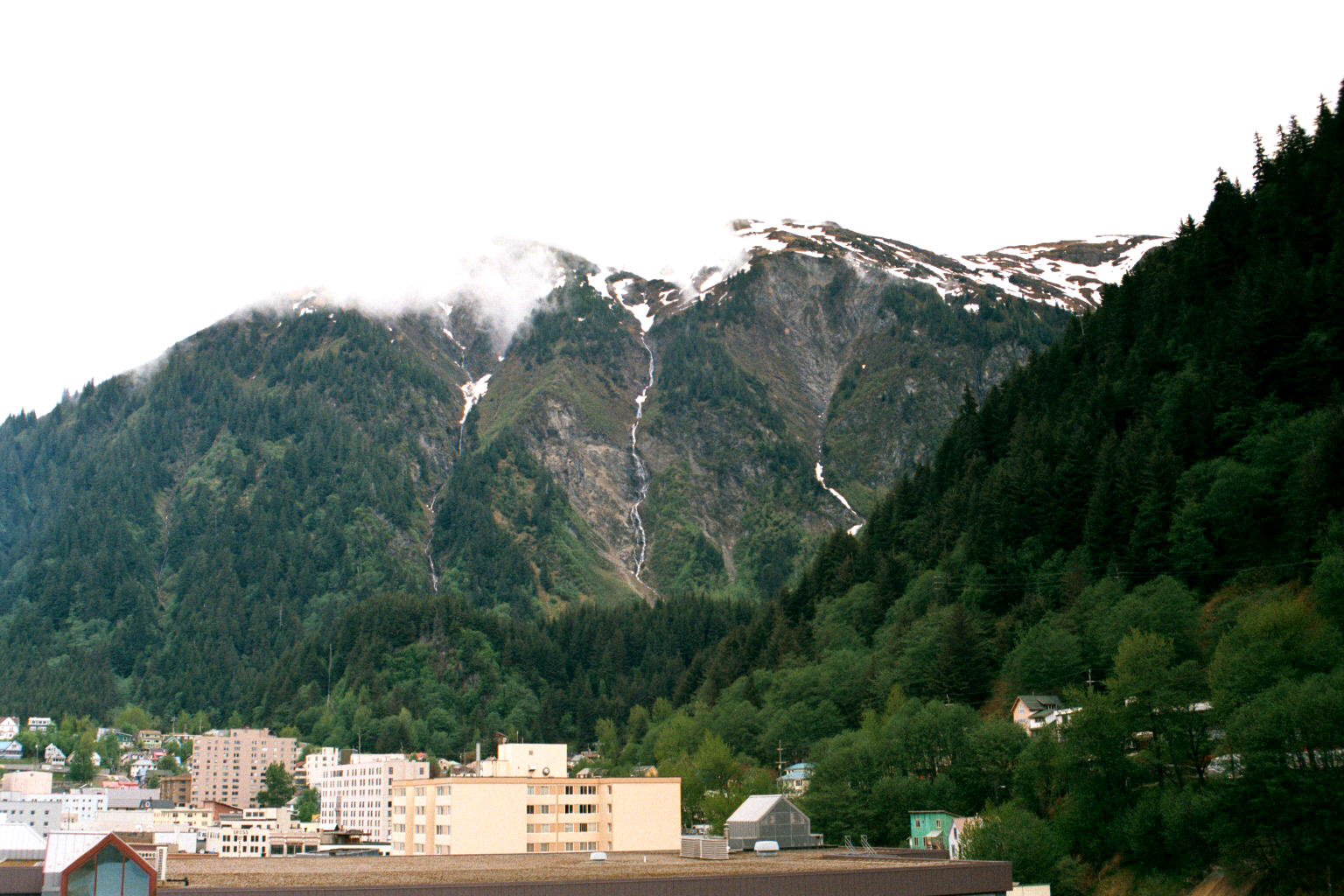
州都ジュノー

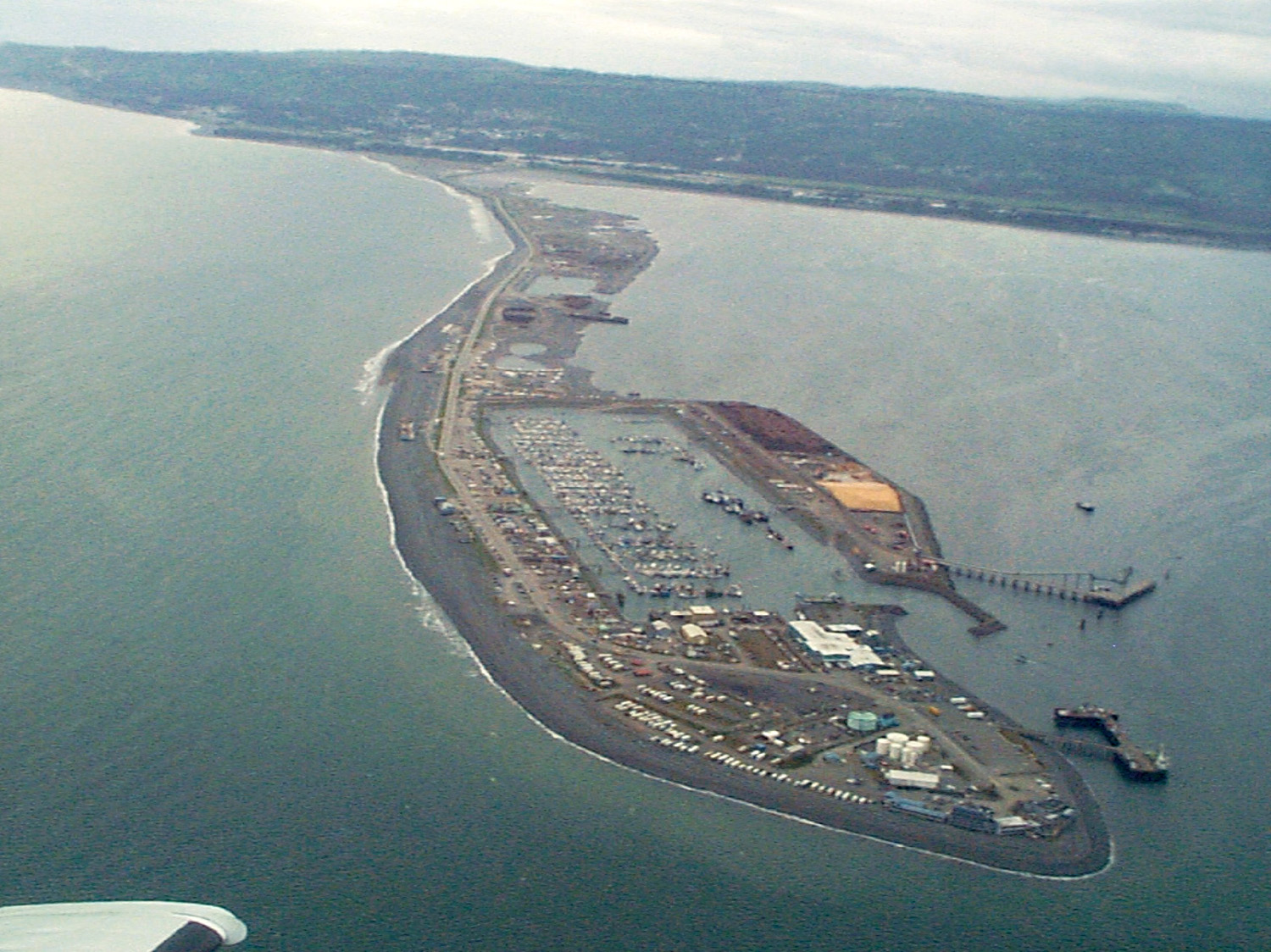
ホーマー・スピット

アラスカで最も人口の多い都市はアンカレッジで、2020年国勢調査時点で291,247人（全米72位）、都市圏には州の総人口の半分以上、398,328人が暮らしている。
アメリカ合衆国の都市の面積順リストでは、アラスカ州内の都市が上位を占める。1位はヤクタト市郡、2位は南東部に位置するシトカで、3位はジュノー、4位はアンカレッジである。
一人当たり収入で州内第1位はハリバットコーブの89.895ドルである。
| 人口100,000人以上の都市 - アンカレッジ |  | |  | |  | |  | |
| 人口10,000人-99,999人の都市 - フェアバンクス - ジュノー - クニクフェアビュー - カレッジ                                                                   |  | |  | |  | |  | |
| 人口10,000以下の都市 |  | |  | |  | |  | |
| - シトカ - ケチカン - ワシラ - キナイ - レイクス - タナイナ - カリフォーンスキー - メドウレイクス - スティールクリーク - コディアック - ベセル - パーマー |  | - チーナリッジ - スターリング - ゲイトウェイ - ホーマー - ファーマーズループ - フィッシュフック - ニキスキ - ウナラスカ - ウトキアグヴィク（旧名・バロー） - ソルドトナ - バルディーズ - ノーム |  | - ゴールドストリーム - ビッグレイク - ビュート - コツェブー - ピータースバーグ - スワード - イールソン空軍基地 - エスター - ランゲル - デリンハム - デルタナ - コードバ |  | - プルードーベイ - ノースポール - ウィロー - リッジウェイ - ベアクリーク - フリッツクリーク - アンカーポイント - ヒューストン - ヘインズ - レイジーマウンテン - サットン・アルパイン - メトラカトラ |  | - コホー - コディアックステーション - スシトナノース - トック - クレイグ - ダイアモンドリッジ - サルチャ - フーパーベイ - ファームループ - アクタン - ヒーリー - フォートユーコン |

アラスカ州はアメリカ合衆国の他州とは異なり、郡（County）ではなく"Borough"という行政小区分が作られているが、日本語ではどちらも「郡」と訳されている。州内の比較的人口の多い部分は19郡に入っている。しかし、他の49州とは異なり既存の"Borough"だけで州内の全地域をカバーしてはいない。いずれの"Borough"にも属さない地域は「非自治郡」と総称されている。
非自治郡には独自の政府が無いが、アメリカ合衆国国勢調査局は州と協同して、統計的解析と公表の目的に限定して11の国勢調査地域を定めている。「記録地区」はアラスカ州における公的記録を管理する仕組みである。州内は州記録官の下に中央管理される34の記録地区に分けられている。全ての記録地区は公的記録に文書を加えるために同じ需要基準、料金体系などを使っている。
アメリカ合衆国の州が州、郡、タウンシップという3段階の行政区分を使っているのに対し、アラスカ州は州と郡の2段階のみを使っている。人口密度が少ないために、土地の大半が非自治郡に入っている。非自治郡には中間的郡政府は無く、直接州政府によって管理されている。2020年時点で州域の55.92%は非自治郡であり、その中には州の総人口の10.52%にあたる77,157人が住んでいる。
国勢調査の統計目的のために非自治郡は国勢調査地域に分けられている。アンカレッジ市は1975年に大アンカレッジ地域郡と合併し、アンカレッジ統合市郡となった。これには従来の市域と、イーグルリバー、チュギアク、ピーターズクリーク、ガードウッド、バード、およびインディアンの町を含んでいる。フェアバンクス市の場合は郡部（フェアバンクスノーススター郡）と市部（フェアバンクス市）が別々にある。
アラスカ州の特にアラスカブッシュ（未開地）には小さな町が多くあるが、概して道路が繋がっていない。

## 政治と法律

### 州政府

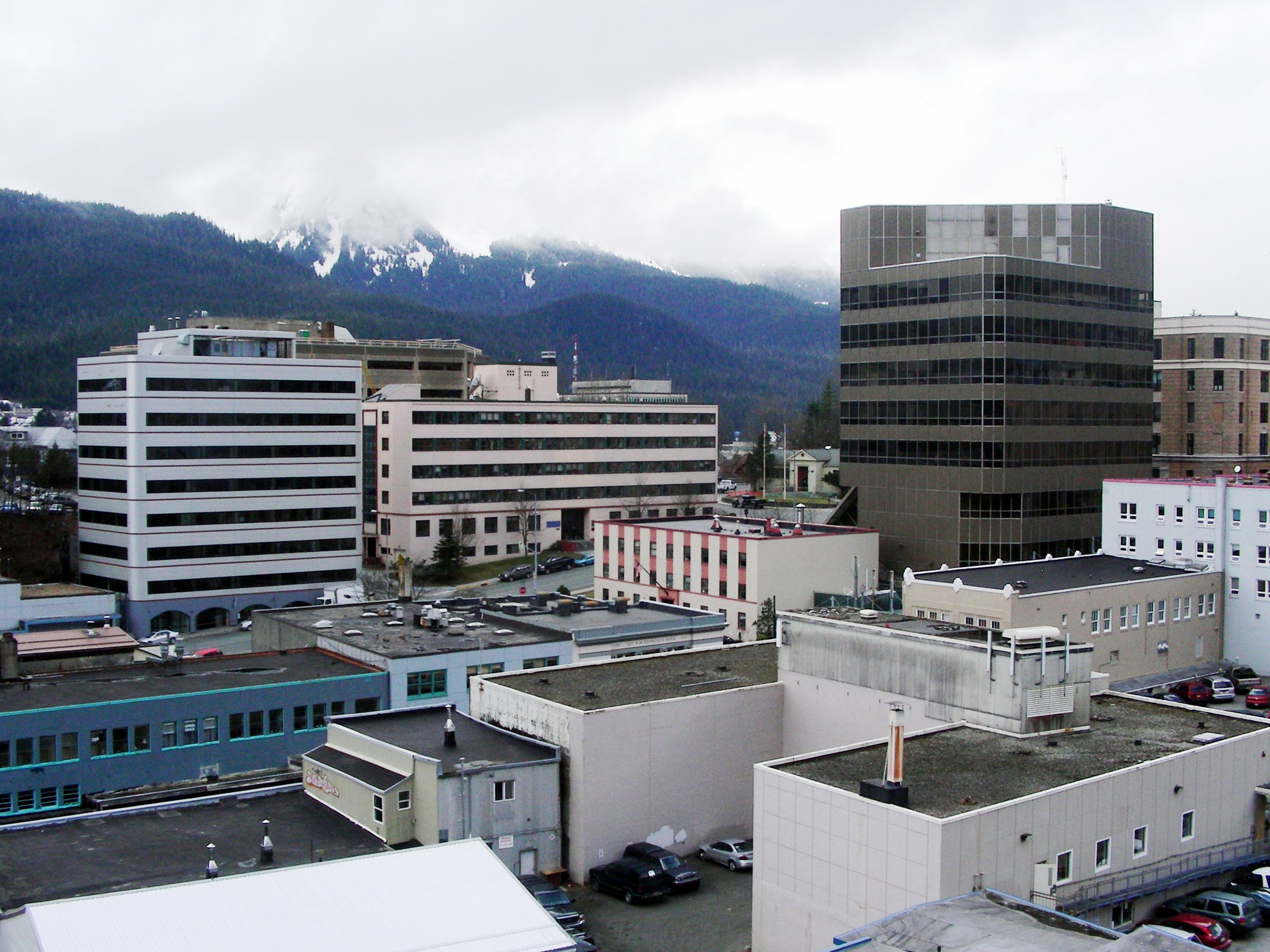
ジュノーにある州政府官庁街。背景にある建物は左からコートプラザ・ビル、州庁舎ビル、アラスカオフィスビル、ジョン・H・ダイモンド州裁判所、アラスカ州会議事堂。前景の小さな建物の多くは州政府機関が入っている

アラスカ州はアメリカ合衆国の他州と同様に三権分立の共和制を採っている。行政府は州知事と個別に選挙で選ばれ憲法で規定される行政官で構成されている。立法府は上院と下院の両院制である。司法府はアラスカ州最高裁判所と下級裁判所で構成されている。
州全体では約15,000人の職員を雇用している。
アラスカ州下院は40人、上院は20人の議員で構成され、上院は4年間、下院は2年間の任期である。州知事の任期は4年間である。副知事は予備選挙で知事とは別に出馬するが、一般選挙では知事と副知事の候補者が組み合わされ、1つの投票用紙に記入されている。
アラスカの司法制度は4段階である。すなわち最高裁判所、控訴裁判所、上級裁判所および地方裁判所である。上級裁判所および地方裁判所は第一審である。上級裁判所は一般的な事件を扱い、地方裁判所は軽犯罪や10万ドルまでの民事事件など特定の事件のみを扱う。最高裁判所と控訴裁判所は上級審である。控訴裁判所は刑事訴追、少年非行、および人身保護令状に関するものなど下級裁判所の判決から控訴されたものを審問する。最高裁判所は民事訴訟を審問し、その判断で刑事控訴事件を審問することもできる。

### 州の政治
アラスカ州は民主党の州として合衆国に加盟しており、民主党のアーネスト・グリューニングは「アラスカ州の父」と呼ばれた。しかし、1970年代初期以降は共和党寄りの州になってきた。地方の政治社会は土地を使った開発、漁業、観光および個人の権利に関する問題で動くことが多い。アラスカ州の先住民はその居住地とその周りで組織化されている一方で先住民共同体の中で活動を続けてきた。これらの団体は受託責任を必要とする広大な土地の所有権を与えられている。
アラスカ州では個人の家庭内で1オンス (28.35 g) 以下の大麻を所有することは州法の下で完全に合法であるとする唯一の州である。ただし連邦法では違法である。
州内ではアメリカ合衆国からの分離に関する投票に賛成する独立運動があり、アラスカ独立党は「20世紀で最も重要な州レベルで活動する第三政党」と位置付けられている。

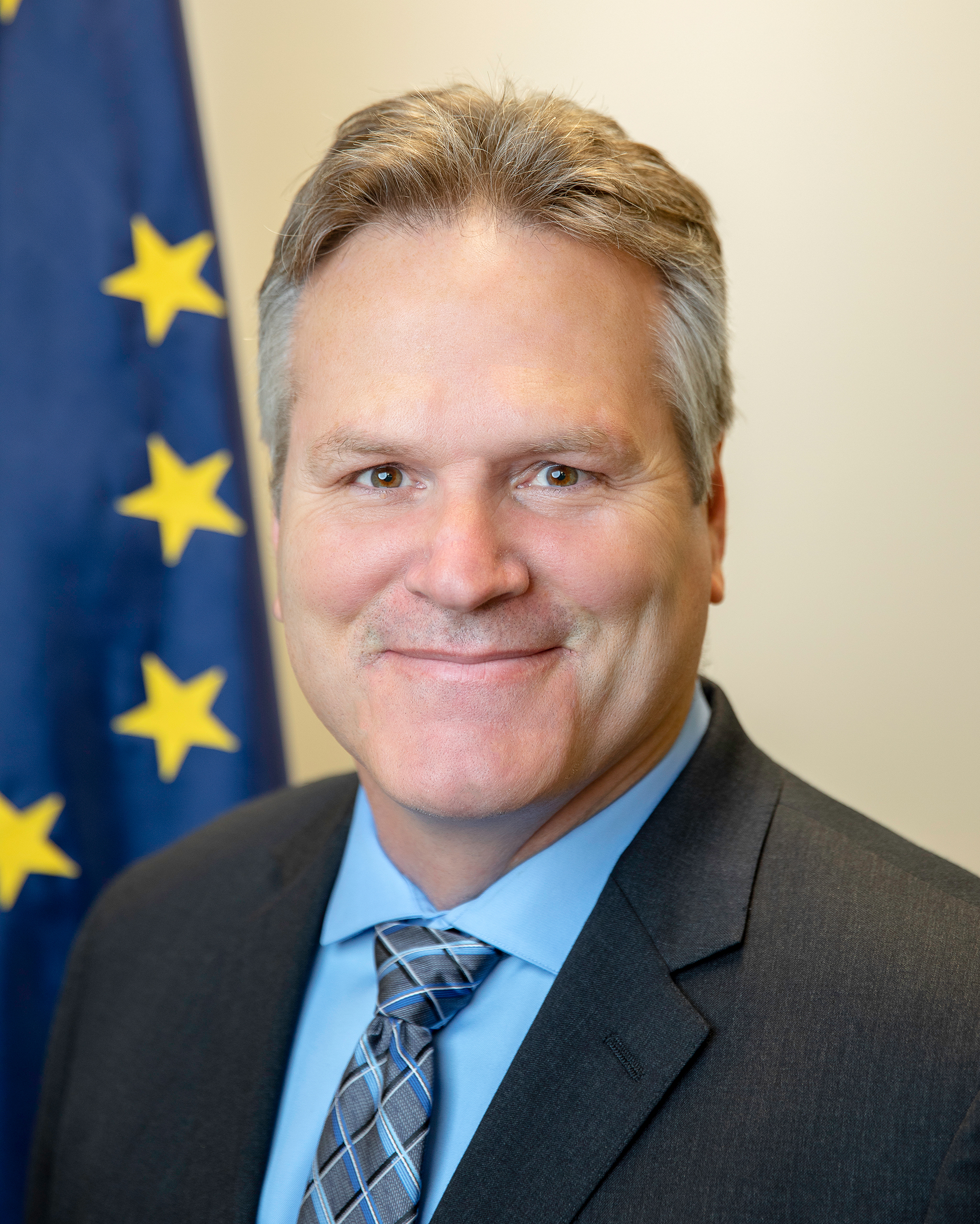
マイク・ダンリービー

現在の州知事は、2018年に選出された共和党のマイク・ダンリービーである。
過去に共和党員6人と民主党員5人、無所属1人が州知事になってきた。また、1990年には共和党のウォリー・ヒッケルが2期目に再選されたが、これは再選される以前に短期間共和党を離れてアラスカ独立党の推薦を得ていたものだった。1994年には正式に共和党に復党した。
死刑制度は廃止されている。

### 税
アラスカ州は州政府の運営資金として主に石油収入と連邦政府の交付金に頼っている。このことで個人に対する税負担は合衆国の州の中でも最低レベルになっており、消費税も個人の収入に対する所得税も無い。なお、アメリカで消費税が無いのは5州、所得税が無いのは7州、どちらも無いのは2州となっている。アラスカ州税収省は定期的に州の税収減を報告している。また税収に直接影響する新州法を含めその運営に関する年間報告書も発行している。
州レベルでは消費税が無いが、89の自治体は1ないし7.5%、普通は3ないし5%の消費税を徴収している。その他の課税対象としては、鮮魚税、ホテルやモーテルのベッド税（ベッドと朝食に課される）、枯渇性資源税、酒類とタバコ税、賭博税、タイヤ税および燃料輸送税がある。特定の収税と免許料（石油、航空燃料、電話事業）から集められる歳入の一部は州内の自治体に交付される。
フェアバンクス市は州内でも最も資産税が高い部類にあるが、フェアバンクスノーススター郡では消費税も所得税も課されない。この郡では消費税導入案が何度も住民投票に掛けられたが、これまで承認されたことが無く、立法者達は酒類とタバコなど他の商品への税率を著しく高めてきた。
2008年、シンクタンクの「タックス・ファンデーション」はアラスカ州を「事業に優しい」税政策の州第4位にランク付けした。その上位にはワイオミング州、ネバダ州およびサウスダコタ州が来ている。

### 国政
| 年     | 共和党         | 民主党         |
| ------ | -------------- | -------------- |
| 2024年 | 54.54% 184,458 | 41.41% 140,026 |
| 2020年 | 52.83% 189,951 | 42.77% 153,778 |
| 2016年 | 51.28% 163,387 | 36.55% 116,454 |
| 2012年 | 54.80% 164,676 | 40.81% 122,640 |
| 2008年 | 59.49% 192,631 | 37.83% 122,485 |
| 2004年 | 61.07% 190,889 | 35.52% 111,025 |
| 2000年 | 58.62% 167,398 | 27.67% 79,004  |
| 1996年 | 50.80% 122,746 | 33.27% 80,380  |
| 1992年 | 39.46% 102,000 | 30.29% 78,294  |
| 1988年 | 59.59% 119,251 | 36.27% 72,584  |
| 1984年 | 66.65% 138,377 | 29.87% 62,007  |
| 1980年 | 54.35% 86,112  | 26.41% 41,842  |
| 1976年 | 57.90% 71,555  | 35.65% 44,058  |
| 1972年 | 58.13% 55,349  | 34.62% 32,967  |
| 1968年 | 45.28% 37,600  | 42.65% 35,411  |
| 1964年 | 34.09% 22,930  | 65.91% 44,329  |
| 1960年 | 50.94% 30,953  | 49.06% 29,809  |

アラスカ州が1959年に州に昇格して以降、1964年を除いて全てのアメリカ合衆国大統領選挙では共和党候補を選んできた。民主党候補を選んだ回数がこれより少ない州は無い。1964年に民主党候補リンドン・B・ジョンソンが地滑り的勝利を得た時にはアラスカ州もジョンソンを支持した。1960年と1968年の選挙は接戦だった。しかし、1972年以降は共和党候補が大差で州を制してきた。2008年の選挙でも共和党のジョン・マケインがバラク・オバマを得票率59.49%対37.83%という大差で制した。マケインの副大統領候補者サラ・ペイリンはアラスカ州知事であり、主要政党の候補者になったことでは初のアラスカ出身者だった。ペイリンは2009年7月に知事を辞職したが、全国的に注目を集め続けている。
アラスカブッシュ、ジュノー市の中心部、アンカレッジ市の中部と中心街およびアラスカ大学フェアバンクス校のキャンパス周辺は民主党の強い地盤である。マタヌスカ・スシトナ郡とサウスアンカレッジは共和党の強い地盤である。2004年、予備選挙を止める動きがあるにも拘わらず、登録有権者の過半数が「支持政党無し」あるいは「不表明」を選んだ。
アラスカ州はその人口に比例してアメリカ合衆国下院に1人の代表しか送っていない。その議席は共和党のドン・ヤングが19期連続して占めている。全州が1つの選挙区になっており、その広さはカナダのヌナブト準州に次いで世界第2位である。
アラスカ州選出のアメリカ合衆国上院議員2人はクラス2と3に属している。2008年、アンカレッジ市長の民主党員マーク・ベギッチが長年上院議員を務めた共和党のテッド・スティーヴンスを破った。スティーヴンスは選挙の1週間前に、上院議員財政公開票に贈与を報告していなかったという7つの重罪で告発されていた。検察の職権乱用の証拠が出された後の2009年4月にこの告発は取り消された。
共和党のフランク・マーカウスキーがもう一つの上院議員職を務めていた。マーカウスキーは2002年に知事に選出された後に上院議員を辞任して下院議員で娘のリーサ・マーカウスキーを後継者に指名した。リーサは2004年から2010年の6年間全期を務めた。2010年の再選を求めた選挙では共和党の指名候補から外れて、投票用紙に名前が事前に記されていない記入候補（ライトイン）として出馬したが、当選し現職を務めている。

### 治安と健康
アラスカ州トルーパーズは州全体の警察組織である。長く様々な歴史を持っているが、公式の組織になったのは1941年になってからだった。公式の組織になる以前は様々な連邦機関が法の執行を行っていた。大きな町は通常独自の警察を持っており、村によっては警察訓練を受けているが武器を持たない「公衆安全オフィサー」に依存する所もあった。現在の州の大半ではトルーパーズが唯一の警察として機能している。交通ルールや刑法を執行することに加え、ワイルドライフ・トルーパーズは猟や釣りの規制も監督している。様々な地形があり、トルーパーズの任務が幅広いために、車両・航空機・船舶を利用している。
過疎地域では警察官の不足が常態化し、訓練が不十分な者や前科がある者が担当しているなど危機的な状況で、性犯罪などは野放しとなっている。
強制性交は警察が認知しただけでも、2019年で人口10万人当たり148.7件あり、全米平均42.6件の約3.5倍であった。更に、州別ではワースト1である。性的暴力を受けた被害者の平均年齢は16歳である。事件の5件中4件で容疑者は親戚、友人あるいは知人になっている。家庭内暴力など暴力犯罪は高いレベルにあり、2019年の加重暴行の人口10万人当たりの発生率は、596.0件であり、全米平均（250.2件）の約2.4倍である。州別では、ニューメキシコ州に次いでワースト2である。これはアルコールの乱用に結びつけられることがある。
このような状態を報道したアンカレジ・デーリー・ニューズとプロパブリカが2020年にピュリツァー賞の公益部門を受賞した。
田園部の多くの町はアルコール飲料の持ち込みを禁止する「ドライ・カントリー」であると考えられる。田園部住人の自殺率は都会部よりも高い。

## 経済

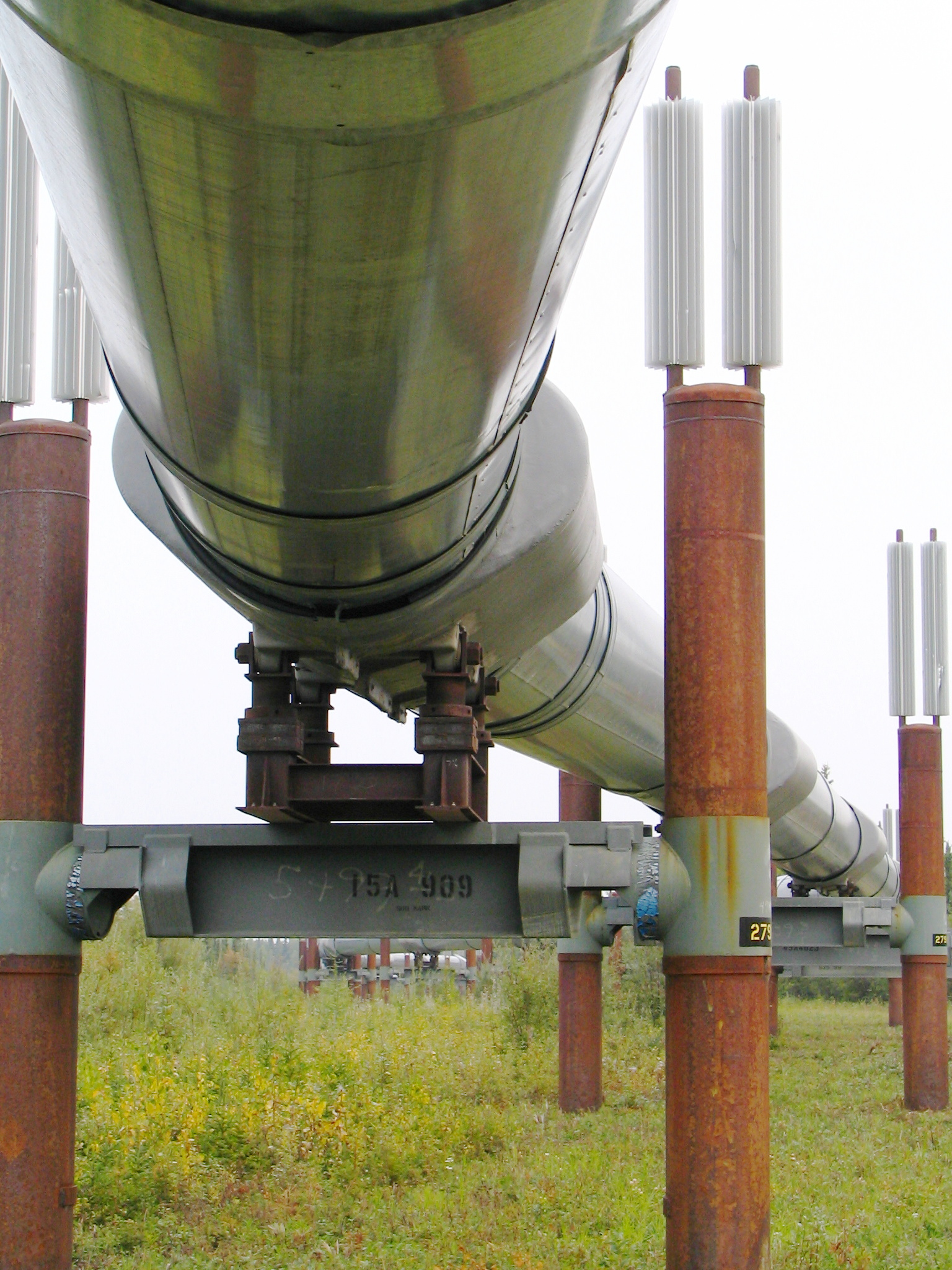
トランス・アラスカ・パイプライン、ノーススロープからバルディーズまでアラスカで最も重要な輸出品である原油を運ぶ。パイプを支える柱についているのはヒートパイプであり、永久凍土が解けるのを防ぐために熱を上方に放散する働きがある

アラスカ州の2007年度州内総生産は449億ドルで国内第45位だった。同年の1人当たり所得は40,042ドルで国内第15位だった。その経済は石油・ガス産業が支配的であり、州歳入の80%以上になっている。石油・ガスを除く主な輸出品は海産物であり、サケ、タラ、カニが多い。
農業の占める比率は小さい。農産物は主に州内消費用であり、苗木、酪製品、野菜および家畜が含まれている。製造業は限られたものであり、食料や雑貨は輸入されている。
雇用は主に政府によるものであり、他に天然資源採掘、海運および輸送などの産業で雇用されている。フェアバンクスやアンカレッジでは、軍事基地も経済の大きな要素になっている。連邦政府の交付金も経済の大きな要素であり、税率を低く抑えられている。鉱工業生産品として、原油、天然ガス、石炭、金、貴金属、亜鉛などの鉱物、海産物加工品、木材および木製品がある。サービス産業や観光産業も成長しつつある。

### エネルギー

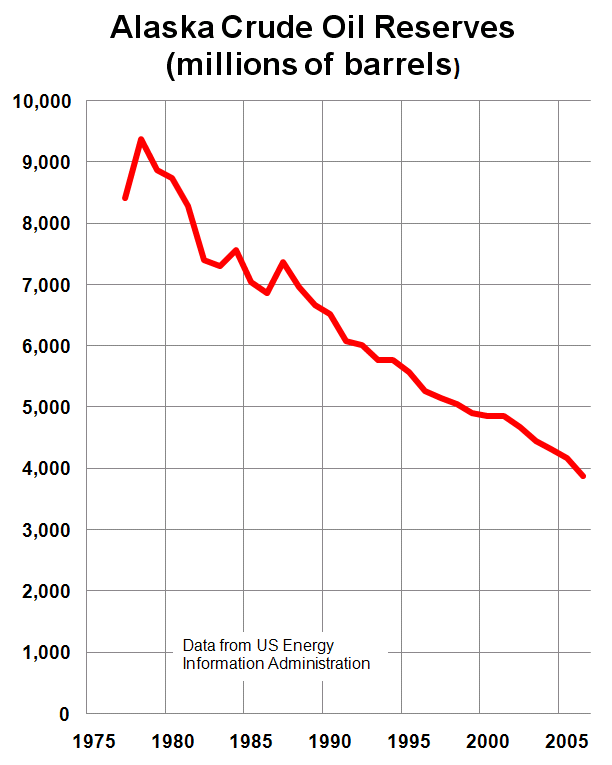
アラスカの石油埋蔵量は1978年がピークでその後60%減少している

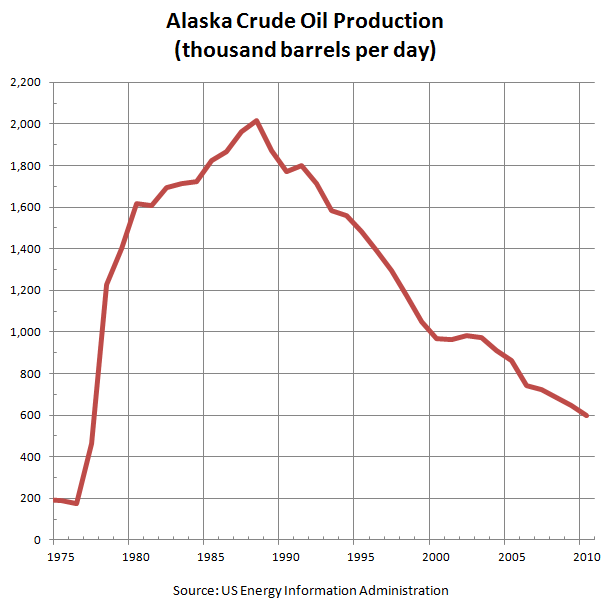
石油生産量は1988年がピークで、その後65%減少した

米国の中で最も天然資源に恵まれ、とりわけ「原油」の埋蔵量が豊富である。プルドーベイ油田（プルドー湾油田）は米国最大の規模を誇り、それら産出事業のおかげで州民に対する補助金が潤沢で平均所得も国内トップクラスにある。21世紀初頭からの原油価格高騰により、他の油田候補地の開発も州政府は検討しているが、一方でこれらの多くが北極圏国立自然保護区（ANWR）に位置し、州議会ではアラスカの自然・生態系愛護を訴えるアメリカ民主党との間で長らく論争が続いており、開発推進派のサラ・ペイリン州知事が2008年共和党大会で副大統領候補に指名されて以降（ただし正大統領候補マケインのほうが従来は開発反対を唱えていた）俄然注目を集めた。その後選挙には敗れたものの、国家のエネルギー問題解決の鍵を握る構想として部分的に解禁される道も残されている。
アラスカ・ノーススロープとクック湾で石油と天然ガスの埋蔵が確認されている。エネルギー情報管理局に拠れば、原油生産では国内第2位の州になっている。ノーススロープのプルードー湾油田はアメリカ合衆国および北アメリカでも最大の産出量を誇り、日量40万バーレル (64,000 m3/日)となっている。これは国内石油生産量の8%に相当している。
トランス・アラスカ・パイプラインは1日210万バーレル (330,000 m3) までの原油を輸送することができ、国内最大のパイプラインとなっている。さらに瀝青炭、準瀝青炭および褐炭のかなりの埋蔵量が発見されている。アメリカ合衆国地質調査局はノーススロープの天然ガス水和物から取り出すことのできる85.4兆立方フィート (2,420 km3) の未確認埋蔵量があると推計している。また川が多いので国内でも最大級の水力発電を生み出す可能性を持っている。さらに海岸線では風力発電や地熱発電の可能性も高い。
アラスカの経済は暖房、輸送、電力、照明に高価な軽油を使う比重が高まっている。風力や水力は豊富にありながら未開発であり、州全体のエネルギー供給計画では、2001年時点での燃料コスト (0.50ドル/ガロン 以下)、送電距離、少ない人口を考慮して経済的に成り立たないと判断された。州都市部でのガス燃料代は国内平均よりも通常1ガロン当たり30セントないし60セント高い。田園部ではかなり高くなるが、輸送費、季節変動のある最大使用量、石油開発施設との距離など様々な要素により変動がある。

#### 恒久基金
アラスカ恒久基金は、知事のジェイ・ハモンドと司法長官のアヴラム・グロスによって設立された。1976年の住民投票で承認され、主にトランス・アラスカ・パイプラインから得られる石油収入の余剰金を配分するものであり、憲法でも認められている。この基金は先ず1969年プルードー湾油田鉱区借用権の売り出し前に当時の知事キース・ミラーが提案したものであり、議会が販売利益9億ドルを一度に消費してしまうことを恐れたものだった。これは後のジェイ・ハモンド知事やキナイ選出の州議会下院議員ヒュー・マローンから支持を受けた。それ以来これは魅力的な政治観として機能し、振り分けられた歳入は一般基金に積み立てられることになった。
アラスカ州憲法は州の基金を特定目的に使うことをしないように規定されている。恒久基金はこの数少ない例外となったが、これには創設されるときの政治的不信感が大きく作用した。基金は当初の734,000ドルから、ロイヤルティと投資計画の結果として400億ドルにまで成長した。この元本は全てではないもののほとんどがアラスカ州外に投資されている。そのためにアラスカ州の政治家は州内に投資すべきと言う要求をしばしばすることになったが、実際には実現していない。
1982年からは基金の年間増加分から得られる配当金が資格有るアラスカ州民に支払われてきた。その額は1982年の1,000ドル（分配計画に関する訴訟のために配当が止められたので3年分に相当）から、2008年の3,269ドル（「資源リベート」1,200ドル1回分を含む）まで変化した。毎年議会は収入の8%をとり、インフレの対策費として3%を元本に戻し、残り5%を資格有る州民に配当している。恒久基金の配当を受けるためには州内に12か月以上居住し、一定限度の不在期間があっても住居を維持しなければならない。また様々な資格剥奪条件となる判決や刑事告発を受けていないことが必要であり、違背すれば配当は差し押さえられる。

### 生活費
アラスカ州の物価はアメリカ合衆国本土より高い傾向にあった。これがアンカレッジ市の大半やフェアバンクス市の一部では変化してきており、過去5年間で生活費が下がってきた。連邦政府特にアメリカ合衆国郵便公社の雇員や実働任務にある軍事関係者は基本給の25%を生活費補助として受けている。生活費は下がってきたが依然として国内では高いレベルにあるのが理由である。
アンカレッジ、フェアバンクスおよびジュノーに大型郊外店ができたことも物価を下げることに寄与した。ウォルマートは1993年にアンカレッジに1号店を出店し、2004年にはフェアバンクスにも開店した。現在ではジュノー、ケチカンおよびコディアックなど人口の集中する場所の大半をカバーしている。しかし、田園部は輸送手段が限られているために国内と比べて食品や消費財の価格が極めて高い。田園部の住人は都市に出てきてコストコやサムズクラブのような倉庫型量販店から食品や雑貨を購入している。ネット商店の中には送料無料をうたっているものがあり、町で買うよりも安く品物を手に入れることができる。

### 農業
アラスカ州では寒冷な気候と険しい地形のために農業はあまり発展していない。農地はアンカレッジ市の北東約40マイル (64 km) のマタヌスカ・バレーか、同南西約60マイル (96 km) のキナイ半島にある。栽培できる季節は100日ほどと短いが、夏の長い日照時間で作物が育つ。主要作物はジャガイモ、ニンジン、レタス、キャベツなどである。フェアバンクスの南東約100マイル (160 km) のデルタジャンクション地域にも幾らか農地が集中しており、大半はフォートグリーリーの北と東にある。この地域はハモンド知事がその2期目に推進した州の企画に従って開発された。この地域の作物はオオムギと干し草が多い。
アラスカ州には郡 (County) が無いので郡祭 (county fair) も無い。しかし、州祭と地方祭（その最大のものはパーマーで開かれるアラスカ州祭）を組み合わせて、晩夏に開催されるものが多い。これらの祭は歴史あるあるいは現在農業を行っている町で行われることが多く、地元農夫が作物を出品し、また遊園地の乗り物、コンサート、食品屋台など高収益の出店物も出ている。アラスカの農業では「アラスカ育ち」がスローガンになっている。

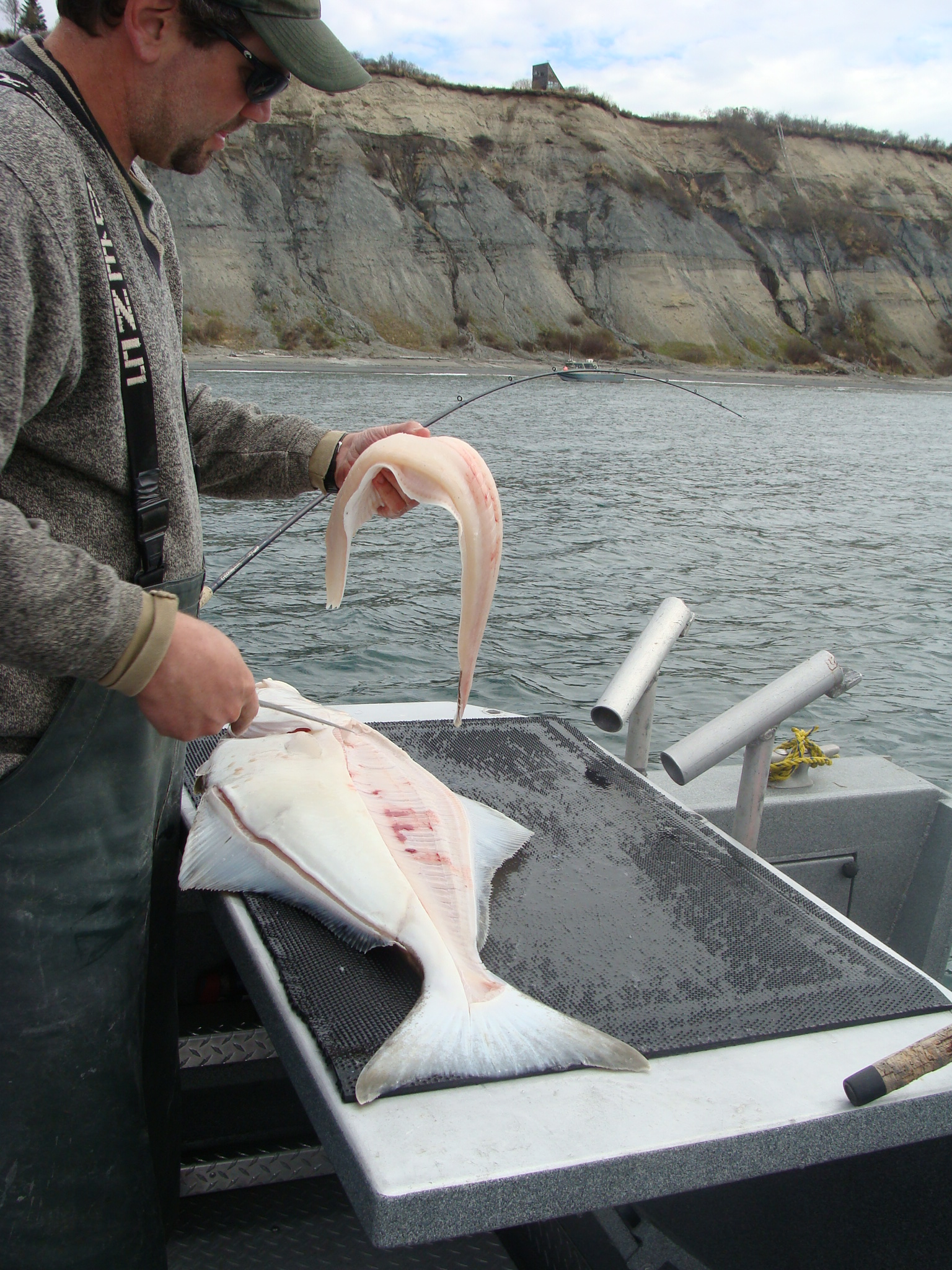
オヒョウは商業漁業でもスポーツフィッシングでも州の重要な経済要素になっている

アラスカ州は海産物が豊富であり、主な漁場はベーリング海と北太平洋である。海産物は数少ない他州よりも安価な食品になっている。多くのアラスカ州民は生活の食料としてまたスポーツとしてサケの狩漁シーズンを楽しむ。
業としての狩猟は特に遠隔地のブッシュでは通常にあることであり、カリブー、ムースおよびドールシープなどが対象である。伝統的な先住民の食料として、エスキモーのアイスクリームと言われるアクタックがある。これはトナカイの脂肪、アザラシの脂、干し魚および土地で獲れるベリーで作ることができる。
アラスカのトナカイはスワード半島に集中しており、そこでは野生のカリブーが家畜化されたトナカイと混じり合えないようになっている。
アラスカ州の食料の大半は外部から輸送されてくるものであり、輸送費のために食料費は高くなる。田園部では輸入された食料が途方もなく高価になるので、狩猟採集で生きていくことが必要である。村に輸入される食料は7セント/ポンド (15セント/kg) のものが50セント/ポンド (1.10ドル/kg) 以上にまで上がることがある。1ガロンのミルクを村に配達するコストは多くの村で約3.5ドルとなり、そこでの一人当たり年収は20,000ドル以下である。燃料費も1ガロン当たり8ドルを超えることがある。

### 林業
アラスカ州には約4700万haの森林面積があるが、多くは山間部の原生林で林業的視点（伐採・運搬コスト、樹種など）から利用できる森林はアラスカ州南東部沿岸部に限られる。南東部には、トンガス国有林を中心にパルプ材や製材に利用できるヘムロック、スプルース、シダーが生育し、1950年代以降にはアラスカパルプなど日本の企業も進出して盛んに利用されてきたが、森林資源の減少と自然保護の意識の高まりにより伐採規制が強化。2010年代には大幅な縮小を余儀なくされている。

## 教育
アラスカ州教育・初期開発省が州内の多くの教育学区を管轄している。さらに州はシトカにある全寮制のマウントエッジキューム高校を運営している。またネナナにあるネナナ学生生活センターやガレナにあるガレナ・インテリア学習アカデミーなど他の全寮制学校に資金の一部を提供している。
アラスカ州労働・職業能力開発省はアラスカの工科大学を運営している。スワードとアンカレッジにあるキャンパスでは、情報技術、溶接、看護および機械のような多様な分野で1週間から11か月間までの訓練プログラムを提供している。
アラスカ州には「頭脳流出」の問題がある。若者の多くは学校の成績が優良な者を含めて、高校卒業後に出て行き、戻ってこない。アラスカ大学はアラスカ・スカラーズ・プログラムによって高校卒業者の上位10%に対し、4年間の奨学金の一部を負担することで、この問題に対処しようとしている。

### 大学・短期大学
USニューズ&ワールド・レポートがランク付けしている大学は3校に過ぎない。
- アラスカ大学システム
  - アラスカ大学アンカレッジ校（英語版） - （星槎道都大学との提携校）
  - アラスカ大学フェアバンクス校
  - アラスカ大学サウスウエスト校（英語版）（シトカ）
- アラスカ聖書大学（英語版）（パーマー）
- アラスカ・パシフィック大学（英語版）（アンカレッジ）
- チャーター大学（英語版）（アンカレッジ）
- イリサグヴィック大学（英語版）（ノーム）
- シェルダン・ジャクソン大学（英語版）（シトカ） - 2007年休校

## 芸術・文化

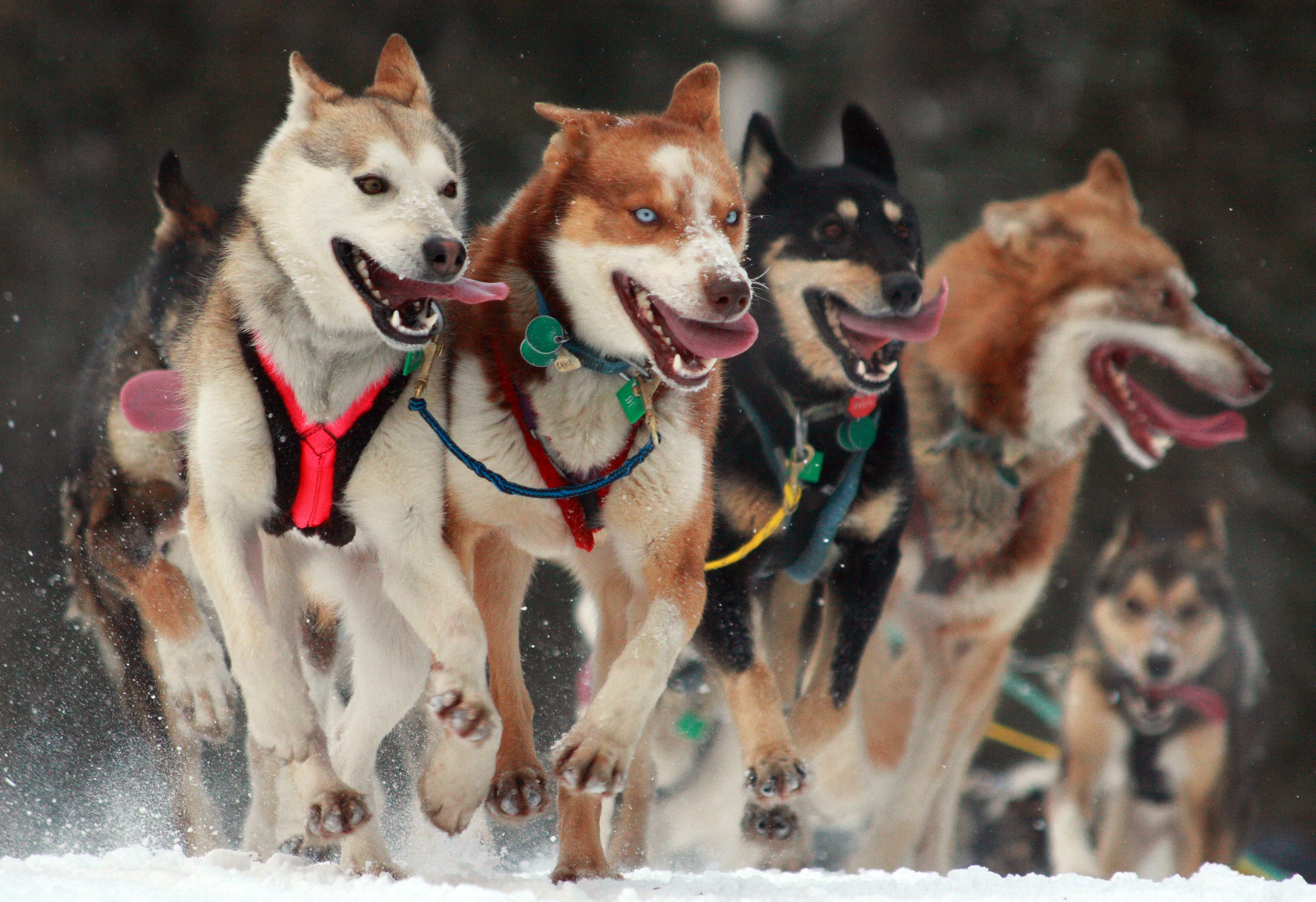
犬橇レースはアラスカでは最も人気のある冬の行事とされている

アラスカで人気のある年間行事には、アンカレッジ市からノームまでのイディタロッドトレイル犬橇レース、フェアバンクスの世界氷の芸術選手権、ケチカンのアラスカ・ハミングバード祭、シトカ鯨祭、ランゲルのスティキーン川ガーネット祭がある。スティキーン川の春には世界でも最大級にアメリカハクトウワシが集まってくる。
アラスカ先住民歴史遺産センターは州内11の民族の豊富な歴史遺産を誇っている。その目的は先住民の自尊心を高め、あらゆる人々の文化的交流を図ることである。アラスカ民族芸術基金は州内のあらゆる地域と文化から民俗芸術を促進し市場に乗せようとしている。アンカレッジ市西6番アベニュー500のギャラリー、ニューヨーク市ソーホーのマーサー通り109のアラスカハウス・ニューヨーク、さらにインターネットでも閲覧できる。

### 音楽
アラスカの音楽に影響を与えたのは先住民の伝統的な音楽と、ロシアやヨーロッパからの移民によってもたらされた民族音楽である。州内で著名な音楽家としては歌手のジュエル、アレウト族の伝統的なフルート奏者メアリー・ヤングブラッド、フォークのシンガーソングライターであるリビー・ロデリック、クリスチャンミュージックのシンガーソングライターであるリンカーン・ブリュースター、メタル・ポストハードコア・バンドの36クレイジーフィスツ、グループのバミュアとポーチュガル・ザ・マンがいる。
定評有る音楽祭としては、アラスカ・フォーク・フェスティバル、フェアバンクス・サマー・アーツ・フェスティバル、アンカレッジ・フォーク・フェスティバル、アサバスカン・オールドタイム・フィドリング・フェスティバル、シトカ・ジャズ・フェスティバル、およびシトカ・サマー・ミュージック・フェスティバルがある。最も著名な交響楽団はアンカレッジ交響楽団であるが、フェアバンクス・シンフォニー・オーケストラやジュノー交響楽団も良く知られている。アンカレッジ・オペラは州内唯一のオペラ劇団であるが、州内にはボランティアやセミプロの組織もある。
公式の州の歌は「Alaska's Flag」（アラスカの旗）であり、1955年に採用され、州旗を祝うものである。

### アラスカ州で撮影された映画

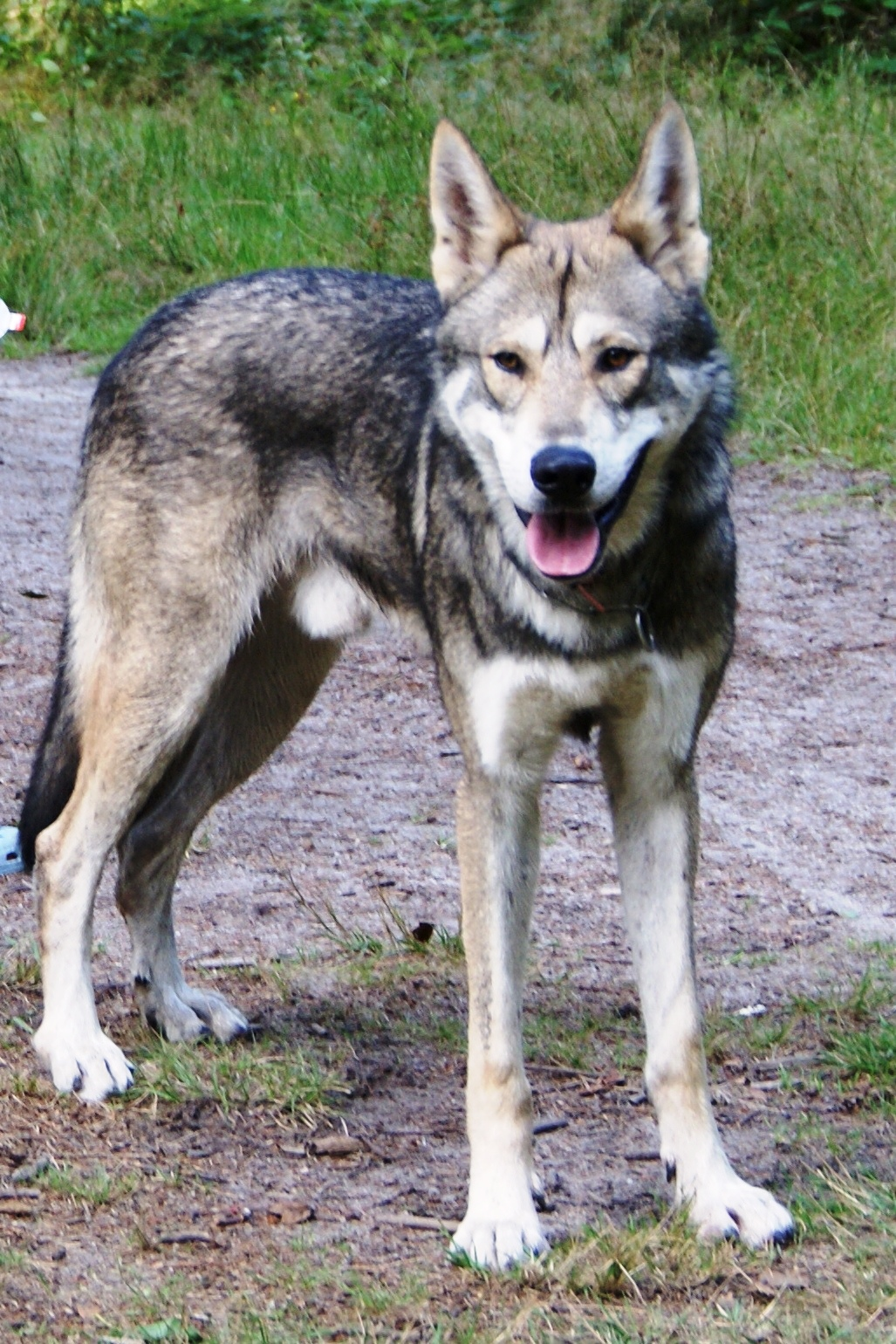
アラスカオオカミを登場させる映画は野生のオオカミの代わりに飼い馴らされた雑種のものを使うことが多い

アラスカ州で最初に全て州内で撮影された映画はサイレント時代のもので、The Chechahcosはアラスカの事業家オースティン・E・ラスロップが制作し、アンカレッジ市周辺で撮影された。1924年にアラスカ動画会社によって公開されたが、この会社が作った唯一の映画になった。
アラスカで撮影された最も著名な映画はMGM制作のEskimo/Mala The Magnificentであり、アラスカ生まれのレイ・マラが出演した。1932年、ハリウッドのMGMスタジオからアラスカへの遠征隊が出発し、「かつてなく大きな映画」という触れ込みだった。アラスカに到着すると、州北西部に「キャンプ・ハリウッド」を構築し、撮影期間中はそこに起居した。プロデューサーのルイス・B・メイヤーは遠隔地であるにも拘わらず掛ける費用に糸目を付けず、食事を準備するためにハリウッドのルーズベルトホテルからシェフを呼び寄せることまでやった。この映画がニューヨークのアスターシアターで封切られると、MGMはその時点までなかったような多額の収益を上げた。Eskimo/Mala The Magnificentは評価も良く、世界中で公開された。その結果、マラは国際的な映画スターになった。アカデミー賞では最優秀編集賞の最初のものを獲得し、イヌピアット族の文化を見せ保存することにも役だった。
1983年のディズニー映画Never Cry Wolfは少なくとも一部がアラスカで撮影された。1991年にイーサン・ホークが出演したWhite Fangはヘインズ周辺で撮影された。1994年にマイケル・ケインが出演したスティーヴン・セガールの沈黙の要塞は、その一部がバルディーズに近いウォーシントン氷河で撮影された。1999年、ジョン・セイルズの映画Limboではデヴィッド・ストラザーン、メアリー・エリザベス・マストラントニオ、クリス・クリストファーソンが出演し、ジュノーで撮影された。
2002年のサイコスリラー映画インソムニアは、アル・パチーノとロビン・ウィリアムズが出演し、カナダで撮影されたが、舞台はアラスカだった。2007年のホラー映画30デイズ・ナイトはウトキアグヴィク（旧名・バロー）が舞台だが、ニュージーランドで撮影された。アラスカを舞台とする映画やテレビ番組の多くがアラスカでは撮影されていない。例えば、たどりつけばアラスカの架空の町アラスカ州シシリーは実際にはワシントン州ロスリンで撮影された。
ショーン・ペンが監督した2007年のイントゥ・ザ・ワイルドは一部アラスカで撮影され、設定もそうだった。この映画は同名の小説に基づくものであり、1992年にアラスカ州ヒーリーの西、スタンピード・トレイル沿いの放棄されたバスの中で死んだクリストファー・マカンドレスの冒険を追ったものである。

## 交通

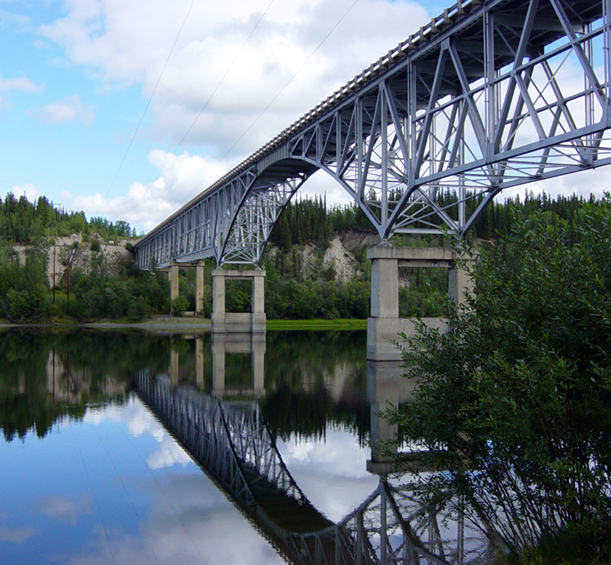
アラスカ・ハイウェイの橋。

関連項目：List of Alaska Routes

### 航空

#### 国際航空路線
かつて冷戦下は西側諸国にソビエト社会主義共和国連邦の領空が開放されておらず、また当時の航空機の航続距離の問題もあり、東アジアとヨーロッパ諸国を往復する最短経路の航空便は、アンカレッジ国際空港を経由するしかなかった（いわゆる「北回り航路」）。しかし、ロシア連邦の領空開放や航空機の性能向上もあり、日本と北アメリカを往復する航空便は、アラスカ上空付近を飛行するが、アンカレッジ空港にテクニカルランディングすることは貨物便以外では基本的になくなった。
日本とアラスカ州を結ぶ定期直行便は、貨物便を除いてない。日本からアラスカに行くには、通常アメリカ西海岸（シアトル・タコマ国際空港、ロサンゼルス国際空港、サンフランシスコ国際空港など）に飛び、そこからの国内定期便を利用する（バンクーバー国際空港の方が距離的には近いが、アラスカまでは国際線となるため先述の各空港からより便数が少なめ）か、夏季限定の仁川国際空港（韓国）からの定期便、もしくは日本からのチャーター便を利用するかのいずれかになる。

#### 州内航空
道路や海と川の交通機関が届いていない都市に行くには、航空機、徒歩、犬橇あるいは雪上機が必要である。アラスカ州独特のものとして航空機の利用が進んでおり、最も効率的な移動手段であり続けている。アンカレッジ市自体およびフェアバンクス市への幾らかは多くの主要航空会社の便を利用できる。アンカレッジでは観光業の隆盛に対応してテッド・スティーブンス・アンカレッジ国際空港を大々的に改修した。2000年から2001年の統計で、240万人が州内に到着し、170万人は空路により、140万人は観光客だった。

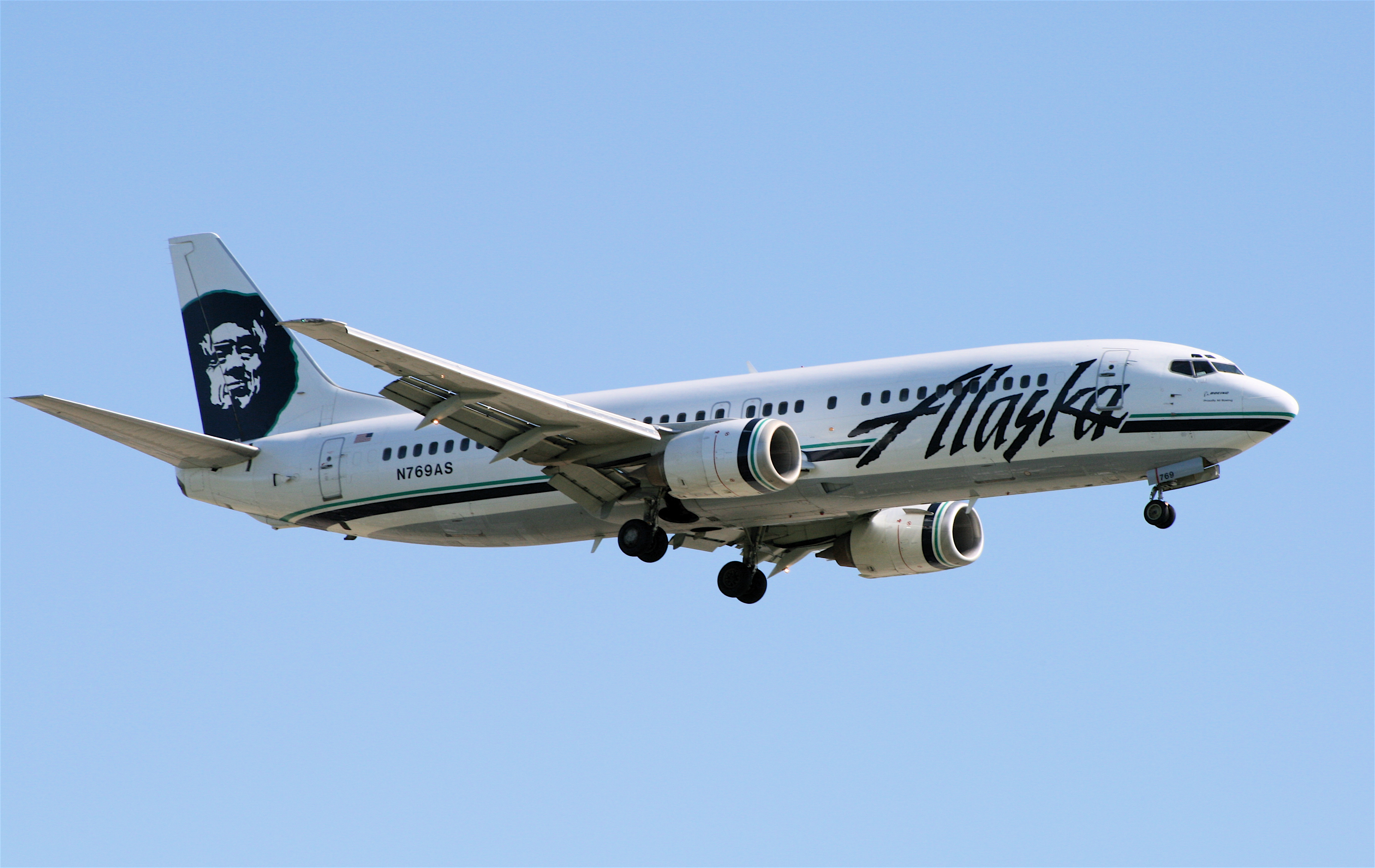
アラスカ航空 ボーイング737

州内の集落や町への営業的に引き合う定期便は難しいので、連邦政府の基本航空サービスプログラムによって援助を受けている。アラスカ航空が州内でジェット旅客機を飛ばしている唯一の会社であり（ボーイング737-400sによって貨物と乗客を組み合わせて運ぶことがある）、アンカレッジとフェアバンクスからベセル、ノーム、コッツェブー、ディリンガム、コディアックなど比較的大きな町と州南東部およびアラスカ半島にある町を地域中継点として運行している。
他にある商業便としてはエラ・アビエーション、ペンエアおよびフロンティア・フライング・サービスなど小さな地域コミューター便会社が運行するものである。小さな集落や町はセスナ・キャラバンのような一般用途航空機を使う定期便やチャーター便に頼るしかない。田園部に郵便を運ぶアラスカ・バイパスメイル・プログラムで飛ばされている便が利用できる。このプログラムでは援助金の70%が乗客を運ぶ運行者に払われることを求めている。
多くの町では需要に応じて遠隔地に輸送して欲しいという需要からエアタクシーを運行している。特に水上機が多く使われている。世界で最も利用される水上機基地はテッド・スティーブンス・アンカレッジ国際空港に隣接するレイクフッド基地である。ここでは滑走路無しで乗客、貨物や店舗、倉庫の多くの物品を遠隔地の集落に運んでいる。アラスカ州は合衆国の州の中で一人あたりパイロットの数が最も多く、総数で8,550人、78人に1人となっている。

### 海上交通

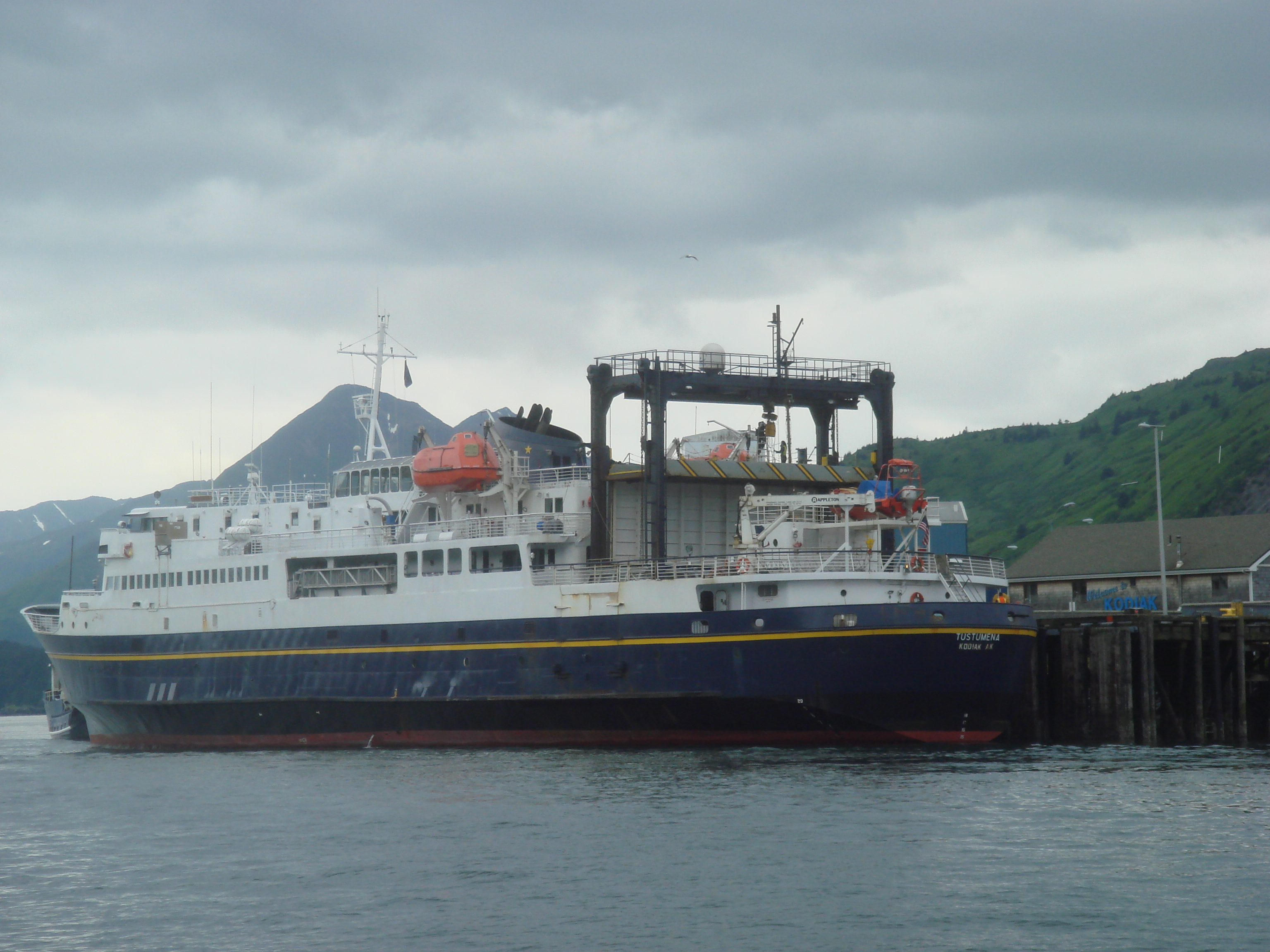
M/V タストゥメナ（タストゥメナ氷河から命名）、キナイ半島とコディアック島を結ぶフェリー

アラスカ州内には道路で接続されていない市や村が多いため、域内の移動は飛行機や船舶(河川及び海上)に大きく依存する。
アラスカ・マリーン・ハイウェイ（AMHS）の名で知られる州営フェリー網がよく発達しており、南東アラスカからアリューシャン諸島までを結んでいる。また、アラスカ域内のみならず、米本土ワシントン州のベリングハム、カナダブリティッシュコロンビア州プリンスルパートから南東アラスカの各都市をスカグウェイまで運航している。
別会社のインターアイランドフェリーは、アラスカ南東部の主要都市、ケチカンおよびランゲルとプリンスオブウェールズ島(Prince of Wales)のコミュニティを結んでいる。
近年は数千人を収容できる大型クルーズ船が夏に何隻も運航し、アメリカ、カナダの太平洋岸から主に南東アラスカへ大勢の観光客を呼びこんでいる。特に人口1万人に満たないケチカン市では、最大4隻までの大型クルーズ船が同時に接岸し、乗客をはき出す日には、街の人口が一気に膨れ上がる。

### 道路

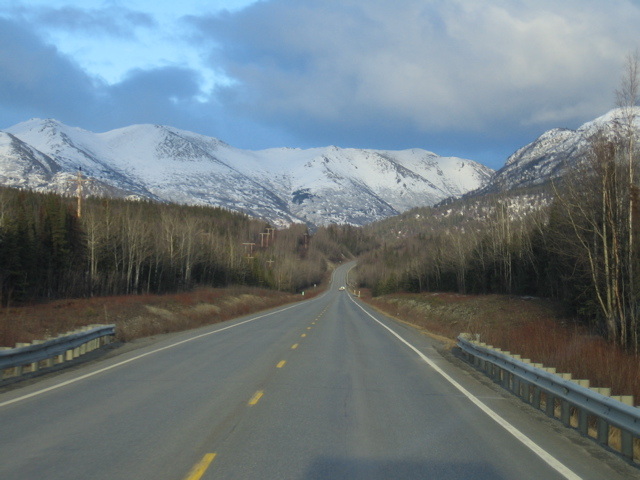
アラスカ州道1号線のスターリング・ハイウェイ

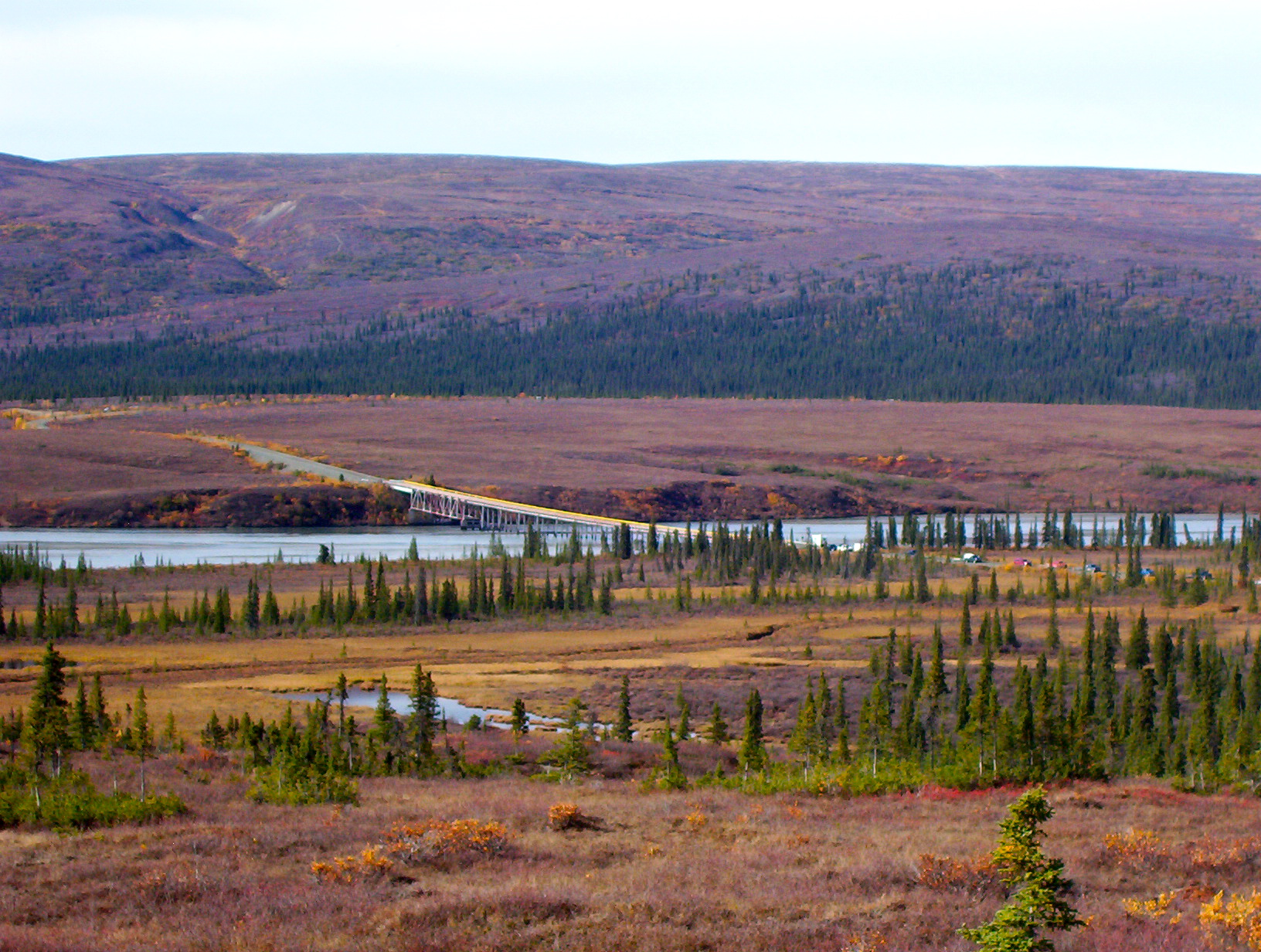
デナリ・ハイウェイのスシトナ川を渡る橋、長さ1,036フィート (316 m)

アラスカ州ではアメリカ合衆国の他州と比較して比較的道路が接続されていない。その道路網は限られた地域のみにあり、人口の多い地域を結ぶもの（アラスカ州道1号線・2号線など、参照：アラスカ州道一覧）とカナダを抜けていく主要道であるアラスカ・ハイウェイはある。州都のジュノーへは道路を使って入ることができず、カーフェリーがあるだけである。このことは道路が繋がっている他の都市へ州都を移すことや、ヘインズから接続する道路を建設することなど長い間議論が続くことになった。州西部には他の部分と繋ぐ道路が無い。
アラスカ・ハイウェイの特徴あるものとしてアントン・アンダーソン記念トンネルがある。これはアラスカ鉄道の現役トンネルであり、孤立していたプリンス・ウィリアム湾のウィッティアとアンカレッジ市南東約50マイル (80 km) のポーテージでスワード・ハイウェイとを繋ぐ舗装道路を備えるように改修された。全長2.5マイル (4 km) のこのトンネルは2007年まで北アメリカ最長の道路トンネルだった。現在でも北アメリカで最長の道路鉄道併用トンネルである。

### 鉄道

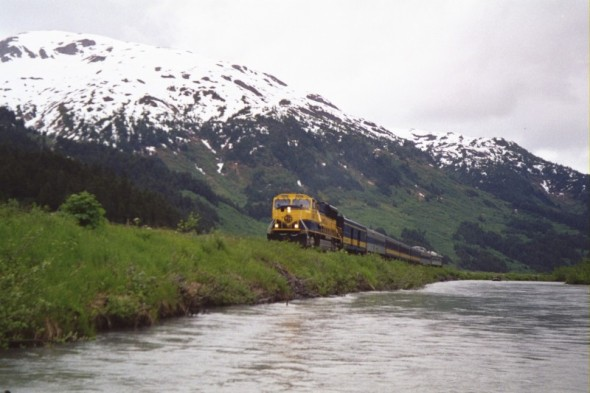
アラスカ鉄道"グレーシャー・ディスカバリー"列車

アラスカ鉄道は1915年ごろに建設され、20世紀を通じてアラスカの発展に重要な役割を果たした。スワードから州南中部を経て内陸部に行く間に、アンカレッジ、エクルトナ、ワシラ、タルキートナ、デナリ、およびフェアバンクスを通過し、ウィッティア、パーマーおよびノースポールへの支線もあり、北太平洋の航路と繋ぐ重要なインフラである。鉄道が通る都市、町、集落および地域は「レイルベルト」と呼ばれている。近年の舗装道路の発展により、アラスカ経済における鉄道の重要さに陰りが生じてきた。
鉄道は夏季の旅客輸送には有名であるが、天然資源を南に運び、州内で貨物を動かすことでアラスカの発展に重要な役割を果たしてきた。ヒーリーに近いウシベリ炭田からスワードに運ばれる石炭、マタヌスカバレーからアンカレッジに運ぶ砂利などが知られている。
アラスカ鉄道は通常の便に車掌車を連結していることでは北アメリカでも最後に残ったものであり、現在でも砂利運搬列車で使っている。旗を掲げておれば停車する運行形態でも国内では最後の生き残りである。タルキートナの北約60マイル (100 km) の路線は道路が無い。この地域の家屋や小屋にはこの鉄道が唯一の輸送手段である。1970年代にパークス・ハイウェイが建設されるまで、そのほぼ全線にわたって陸上からの唯一のアクセス方法を提供していた。
州南東部の北部、ホワイト・パス・アンド・ユーコン・ルートもスカグウェイから北のカナダのユーコン準州やブリティッシュコロンビア州に入る鉄道であり、国境をホワイトパスで越えている。この線は主にスカグウェイにクルーズ船で到着する観光客に使われている。1993年のBBCテレビ番組「グレートリトル・レイルウェイズ」で紹介された。
アラスカ州の鉄道網は外部と接続されていない。2000年、アメリカ合衆国議会はアラスカ、カナダとアメリカ合衆国本土を繋ぐ鉄道の可能性を調査するために600万ドルの予算を承認した。
アラスカ・レイル・マリーンはウィッティアとシアトルの間で自動車航送を行っている。

### その他の輸送機関
アラスカ州の輸送手段には犬橇がある。近代では輸送手段というよりもスポーツの性格が強くなった。州全体で様々なレースが開催されているが、最も良く知られているのがアンカレッジ市からノームまで1,150マイル (1850 km) の道を行くイディタロッド・トレイル犬橇レースである。総延長は毎年変わるので、公式の距離は1,049マイル (1,678 km) とされている。このレースは1925年にあったノームまで血清を運ぶ出来事から起こった。ノームの町にジフテリアが蔓延し、他に血清を運ぶ手段が無かったときに、トーゴやバルトなどの犬が曳く橇が血清を届けた故事である。毎年3月に世界中の犬橇がアンカレッジ市に集まり、賞金、賞品と威信を競う。1925年に通ったルートを正確に辿る「シーラムラン」はフェアバンクス市の南西、ネナナからノームに向かうルートを使っている。
道路も鉄道も無い地域で夏の輸送手段は全地形対応車であり、冬季にはスノーモービルであるが、アラスカでは「スノーマシーン」と呼ばれることが多い。

## その他

### 同州出身の有名人
- カート・シリング - 野球選手
- トニー・バーネット - 野球選手
- カルロス・ブーザー - バスケットボール選手
- イントゥイション - ラッパー

### 州の象徴など

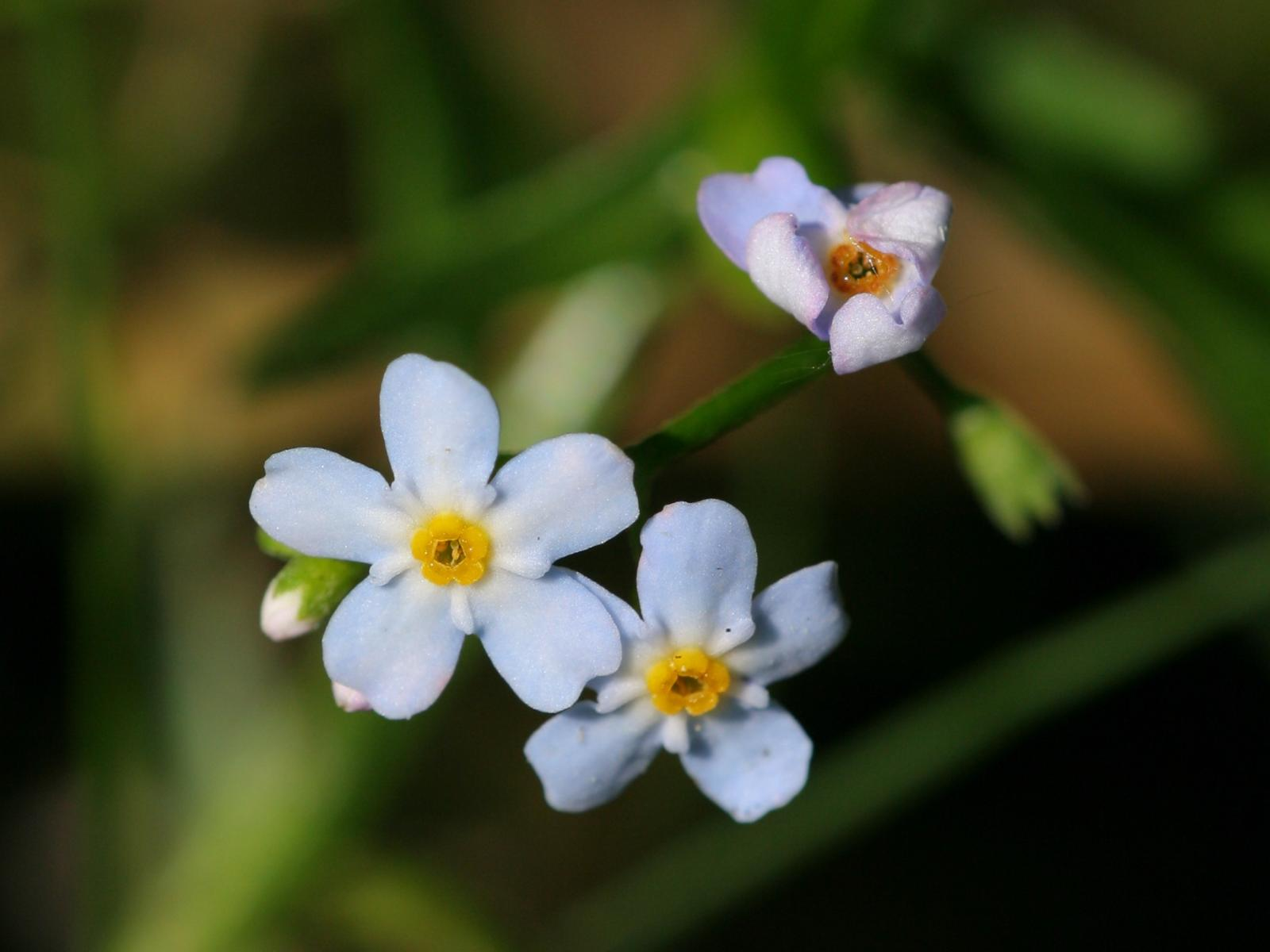
ワスレナグサ、州旗に使われる青と金の色がある

- 州のモットー:"North to the Future"（北から未来へ）
- 州の愛称:"The Last Frontier"（最後のフロンティア）、"Land of the Midnight Sun"（白夜の地）、"Seward's Icebox"（スワードの冷蔵庫）
- 州の鳥:カラフトライチョウ、1955年に準州議会が採用した。体長15–17 インチ (38 43 cm) のライチョウであり、ヤナギの間やツンドラと湿地で生活する。羽毛は夏に褐色、冬に白となる。アラスカ州の大半で観測される。
- 州の魚:キングサーモン、1962年採用
- 州の花:ワスレナグサ、1917年に準州議会が採用した。州全体、ハイダーから北極海海岸および西部からアリューシャン列島まで見られる多年草、
- 州の化石:ツンドラマンモス、1986年採用
- 州の宝石:ネフライト、1968年採用
- 州の昆虫:フォースポット・スキマー・トンボ、1995年採用
- 州の陸上哺乳類:ムース、1998年採用
- 州の海洋哺乳類:ホッキョククジラ、1983年採用
- 州の鉱物:金、1968年採用
- 州の歌:"Alaska's Flag"（アラスカ州旗）
- 州のスポーツ:犬橇レース、1972年採用
- 州の木:シトカ・トウヒ、1962年採用
- 州の犬:アラスカン・マラミュート、2010年採用
- 州の土:タナナ[70]、採用年不明